# Athen

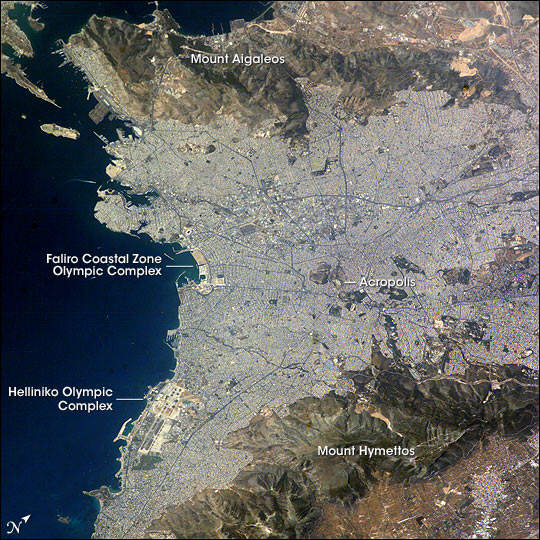
Athen aus dem Weltall gesehen

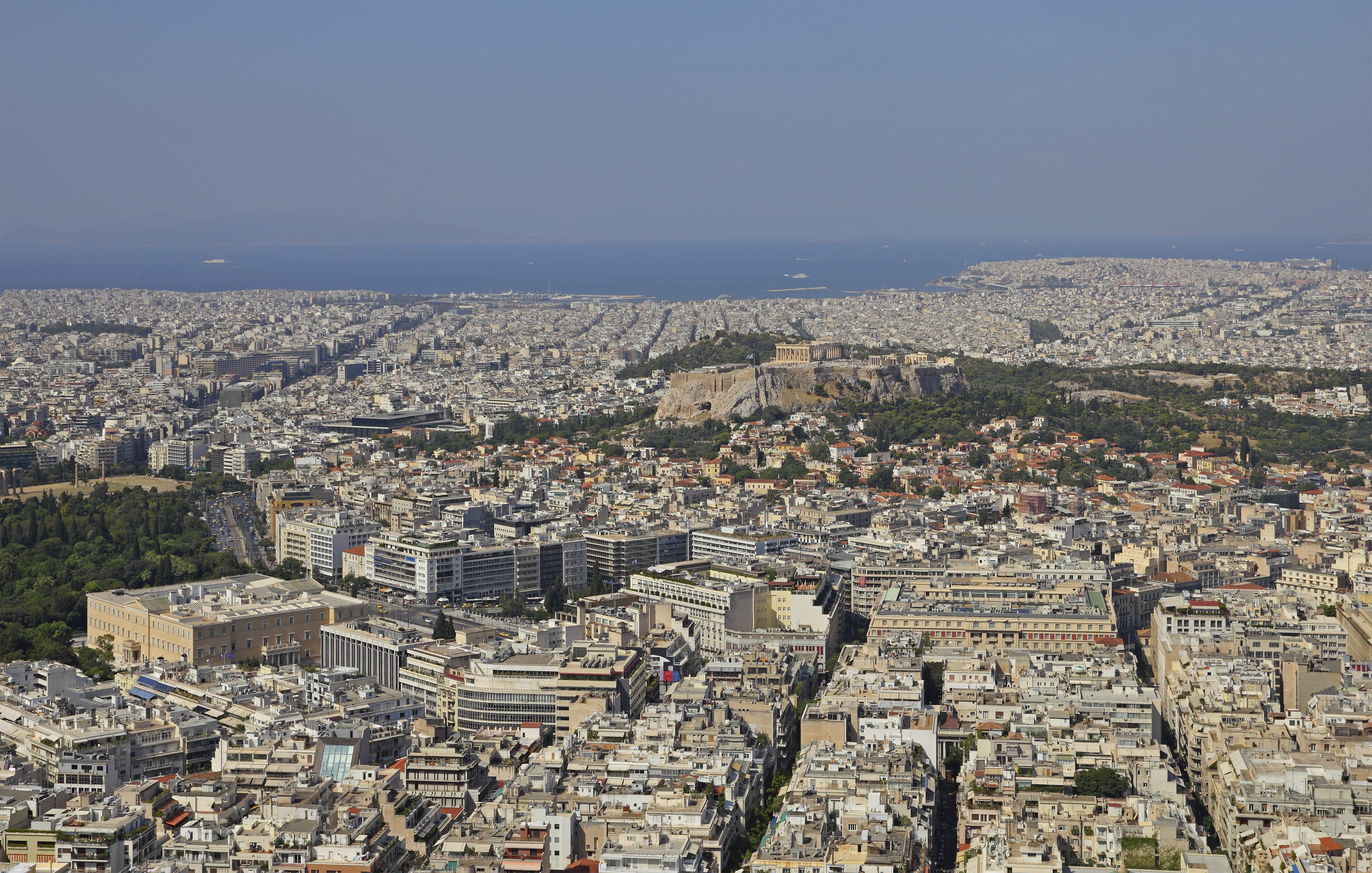
Ballungsraum Athen, im Hintergrund der Saronische Golf

Athen – neugriechisch Αθήναⓘ [aˈθina] (f. sg.), Katharevousa und altgriechisch Ἀθῆναι Athênai (f. pl.) – ist die Hauptstadt Griechenlands. Athen ist die bevölkerungsreichste und flächengrößte Stadt des Landes. Die Gemeinde Athen im Zentrum des gleichnamigen Ballungsraums ist mit einer Fläche von etwa 39 km² dabei relativ klein. Der Ballungsraum umfasst das Gebiet der Regionalbezirke Athen-Zentrum (88,1 km²), Athen-Nord (133,9 km²), Athen-Süd (70,2 km²), Athen-West (67,7 km²) und Piräus (51,3 km²) mit zusammen fast 3 Mio. Einwohnern (2021). Die ebenfalls relativ kompakte Agglomeration, deren Kern die Gemeinde Athen bildet, hat nach Eurostat ca. 3,8 Mio. Einwohner, andere Schätzungen gehen allerdings auf Grund der fehlenden Meldepflicht von mindestens 5 Mio. Einwohnern aus.
Als kulturelles, historisches und wirtschaftliches Zentrum des Landes ist Athen auch die bedeutendste Metropole Griechenlands. Der Flughafen ist der wichtigste des Landes und der acht Kilometer vom Athener Zentrum entfernte Hafen Piräus der größte Griechenlands. Von hier und vom kleineren Rafina wird auch der Schiffsverkehr zu den zahlreichen griechischen Inseln abgefertigt. Im Schienenverkehr hat Athen nationale, jedoch keine internationale Bedeutung.
Die Stadt ist seit der Jungsteinzeit kontinuierlich besiedelt
und damit eine der ältesten Siedlungen und Städte Europas. 1985 wurde Athen erste Kulturhauptstadt Europas. In die Liste des Weltkulturerbes der UNESCO wurde 1987 die Akropolis und 1990 das Kloster Daphni aufgenommen.
Athen war in der klassischen Zeit Ort der attischen Polis. Die in dieser Zeit (5. Jahrhundert v. Chr.) entstandene attische Demokratie gilt als Begründerin einer auf dem Prinzip der Volkssouveränität gegründeten politischen Ordnung.

## Geografie

### Lage
Athen liegt in der weiträumigsten Ebene der Landschaft Attika mit den Flüssen Ilisos und Kifisos und ist an drei Seiten von Gebirgszügen umgeben, vom Hymettos (1026 m), vom Pentelikon (1107 m), vom Parnitha (1413 m) und Ägaleo (468 m), die vierte Seite öffnet sich zum Meer, dem Saronischen Golf.

### Klima
Das Stadtklima Athens ist ein ganz besonderes in Griechenland und auch in Europa und galt vor der Entwicklung der Stadt zum fast das gesamte attische Becken überwuchernden „Wasserkopf“ als eines der besten der Welt und ist auch heute noch trocken und weitgehend mild. Der Name Attikas geht auf Akte (griechisch für „Küste“ oder „Vorgebirge“) zurück, es handelt sich um eine Halbinsel.
Nicht wenige zogen deshalb nach Athen oder verbrachten längere Zeit dort, beispielsweise Sophie de Marbois-Lebrun, die eine Villa am nördlichen Rand der Stadt erbauen ließ und ihren Lebensabend dort verbrachte. Rainer Maria Rilke schrieb 1906 dem in Athen lebenden Ernst Hardt, „für zwei oder drei Monate nach Athen zu gehen“, um dort zu überwintern. Walther Judeich schrieb 1931 in seiner Topographie von Athen:

„Das Klima von Athen scheint sich seit dem Altertum im ganzen so wenig geändert zu haben wie das Bild der Landschaft.“

Josef von Ow schrieb 1854, dass Einheimische wie Fremde im Hochsommer die Stadt für einige Tage verlassen und …

„bringen die heißeste Zeit im Gebirge oder auf den Inseln zu“

Durch die Lage Athens, im Westen, Norden und Osten umringt von Bergen, und die vorherrschenden Winde in Griechenland, ist das Klima in Athen noch trockener und wärmer als in anderen Regionen des Landes. Sommertemperaturen erreichen während Hitzeperioden, die drei, vier Tage andauern und von Juni bis September auftreten können, bis zu über 40 °C im Schatten. Durch die dichte Besiedlung und den Mangel an innerstädtischen Grünflächen kühlt es in der Nacht kaum ab. Temperaturen von 25 °C um Mitternacht sind die Norm im Sommer, 30 °C keine Seltenheit. Erst gegen Morgen fällt das Thermometer kurzzeitig unter 25 °C. Im Winter dagegen kommt es häufiger zu Kaltlufteinbrüchen aus dem Norden, die dann vor allem in den nördlichen Stadtbezirken auch in regelmäßigen Abständen zu einer Schneedecke führen können. Für europäische Verhältnisse sind vor allem die Novembertage noch erstaunlich warm. Während es in anderen südeuropäischen Städten schon „Wintertemperaturen“ hat, sind es in Athen oftmals bis Mitte November noch 20 bis 25 °C am Tag. Dafür fängt das Frühjahr später an, und März und April sind noch erstaunlich kühl. Die Temperaturmittelwerte liegen in der kalten Jahreszeit (Dezember bis Februar) zwischen 9,6 °C und 11,4 °C. Vereinzelt gibt es auch Frosttage mit Tiefsttemperaturen bis −5 °C. In der warmen Jahreszeit (Mai bis September) bewegen sich die Temperaturmittelwerte zwischen 20,5 °C und 29 °C. In Athen werden pro Jahr über 2800 Sonnenstunden und nicht weniger als 348 Sonnentage gezählt. An manchen Tagen wehen auch Sand und Staub aus der Sahara bis nach Athen und bedecken die Straßen.
Insgesamt bleibt die Jahresniederschlagsmenge mit 402 mm pro Jahr in Athen auf einem sehr niedrigen Niveau. Die meisten Niederschläge fallen dabei von Ende Oktober bis Anfang Februar. Als besonders niederschlagsarm erweisen sich die Sommermonate Juni bis September.
|                        | Jan  | Feb  | Mär  | Apr  | Mai  | Jun  | Jul  | Aug  | Sep  | Okt  | Nov  | Dez  |   |       |
| Mittl. Temperatur (°C) | 10,2 | 10,9 | 13,2 | 16,9 | 21,8 | 26,6 | 29,3 | 29,3 | 25   | 20,1 | 15,5 | 11,5 | ⌀ | 19,2  |
| Mittl. Tagesmax. (°C)  | 13,4 | 14,3 | 17,2 | 21,4 | 26,7 | 31,7 | 34,4 | 34,3 | 29,7 | 24,2 | 18,9 | 14,4 | ⌀ | 23,4  |
| Mittl. Tagesmin. (°C)  | 7,1  | 7,4  | 9,3  | 12,4 | 17   | 21,5 | 24,2 | 24,3 | 20,3 | 16,1 | 12,1 | 8,6  | ⌀ | 15,1  |
|                        |      |      |      |      |      |      |      |      |      |      |      |      |   |       |
| Niederschlag (mm)      | 51,6 | 42,9 | 44,1 | 24,5 | 19,7 | 11   | 10,7 | 5,2  | 25,6 | 39,8 | 70,1 | 72   | Σ | 417,2 |
|                        |      |      |      |      |      |      |      |      |      |      |      |      |   |       |
| Wassertemperatur (°C)  | 14   | 14   | 14   | 15   | 18   | 22   | 24   | 24   | 23   | 21   | 19   | 16   | ⌀ | 18,7  |

| 7,1 |

| 7,4 |

| 9,3 |

| 12,4 |

| 17 |

| 21,5 |

| 24,2 |

| 24,3 |

| 20,3 |

| 16,1 |

| 12,1 |

| 8,6 |

| 7,1 |

| 7,4 |

| 9,3 |

| 12,4 |

| 17 |

| 21,5 |

| 24,2 |

| 24,3 |

| 20,3 |

| 16,1 |

| 12,1 |

| 8,6 |

|                        | Jan  | Feb  | Mär  | Apr  | Mai  | Jun  | Jul  | Aug  | Sep  | Okt  | Nov  | Dez  |   |       |
| Mittl. Temperatur (°C) | 10,2 | 10,5 | 12,4 | 16,0 | 20,6 | 25,0 | 27,8 | 27,6 | 24,3 | 19,3 | 15,4 | 12,0 | ⌀ | 18,5  |
| Mittl. Tagesmax. (°C)  | 13,4 | 13,9 | 15,8 | 19,4 | 24,0 | 28,5 | 31,6 | 31,4 | 28,2 | 23,0 | 18,9 | 15,2 | ⌀ | 22    |
| Mittl. Tagesmin. (°C)  | 7,0  | 7,3  | 8,6  | 11,7 | 15,8 | 20,0 | 22,8 | 22,6 | 19,7 | 15,5 | 12,0 | 8,9  | ⌀ | 14,4  |
|                        |      |      |      |      |      |      |      |      |      |      |      |      |   |       |
| Niederschlag (mm)      | 45,2 | 47,8 | 44,3 | 24,8 | 14,4 | 6,0  | 5,6  | 8,1  | 9,7  | 47,8 | 50,8 | 66,3 | Σ | 370,8 |
|                        |      |      |      |      |      |      |      |      |      |      |      |      |   |       |
| Sonnenstunden (h/d)    | 4,2  | 4,8  | 5,9  | 7,7  | 9,4  | 11,2 | 11,7 | 11,0 | 9,2  | 6,7  | 5,1  | 4,1  | ⌀ | 7,6   |
|                        |      |      |      |      |      |      |      |      |      |      |      |      |   |       |
| Regentage (d)          | 12,0 | 12,6 | 11,0 | 9,7  | 7,2  | 2,9  | 1,7  | 2,0  | 3,4  | 8,1  | 11,6 | 13,3 | Σ | 95,5  |
|                        |      |      |      |      |      |      |      |      |      |      |      |      |   |       |
| Luftfeuchtigkeit (%)   | 69   | 69   | 67   | 63   | 60   | 54   | 48   | 48   | 54   | 62   | 69   | 70   | ⌀ | 61    |

| 7,0 |

| 7,3 |

| 8,6 |

| 11,7 |

| 15,8 |

| 20,0 |

| 22,8 |

| 22,6 |

| 19,7 |

| 15,5 |

| 12,0 |

| 8,9 |

| 7,0 |

| 7,3 |

| 8,6 |

| 11,7 |

| 15,8 |

| 20,0 |

| 22,8 |

| 22,6 |

| 19,7 |

| 15,5 |

| 12,0 |

| 8,9 |

Die Industrialisierung und Verstädterung der Halbinsel Attika, auf der sich Athen befindet, sowie ansteigender Individualverkehr seit den 1950er Jahren führten zu einer immer stärkeren Belastung der Luft vor allem durch Rauch und Schwefeldioxid. Immer öfter kam es bei der für die Region typischen Hochdruckwetterlage mit hoher Inversionsgefährdung (Sommersmog) zur Bildung von Smog (griechisch το νέφος, to nefos, „die Wolke“).
Obwohl schon in den 1970er Jahren Maßnahmen zur Verringerung der Luftverschmutzung getroffen wurden, nahm sie wegen der steigenden Massenmotorisierung infolge des wirtschaftlichen Aufschwungs in den 1970er und 1980er Jahren zu. Die Situation spitzte sich 1987 zu, als durch Smog zahlreiche Menschen zu Tode kamen, und die Presse über eine zunehmende Schädigung der antiken Baudenkmäler berichtete.
Die Behörden reagierten mit teils drastischen Maßnahmen. Um das Verkehrsvolumen zu reduzieren, bestand bereits seit 1981 im tageweisen Wechsel für Pkw mit geraden bzw. ungeraden Autonummern an Wochentagen ein von 6:30 bis 16:00 Uhr geltendes Einfahrtsverbot in die Innenstadt mit engen Ausnahmen etwa für Ärzte, Journalisten und Touristen.
Weitreichende Maßnahmen der Behörden und der Ausbau des öffentlichen Nahverkehrs haben seit den 1990er Jahren Erfolge gezeigt und die Luftverschmutzung verringert. Jedoch ist an sehr heißen Tagen, besonders vor der Ferienzeit, Luftverschmutzung nach wie vor ein Thema. Das griechische Umweltministerium veröffentlicht täglich auf seiner Webseite die aktuellen Luftmesswerte von Athen.

### Stadtgliederung

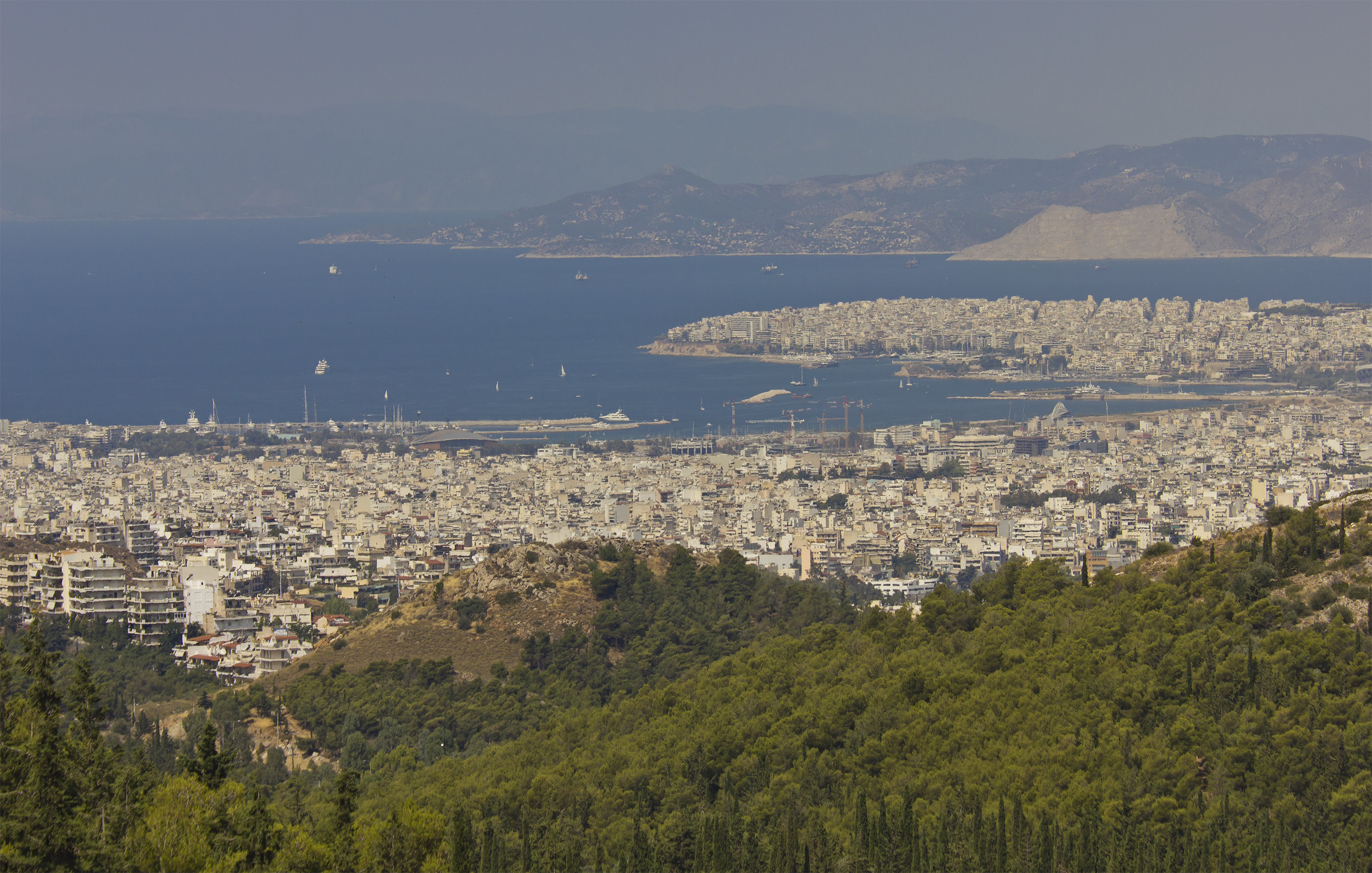
Athen-Süd und Piräus im Hintergrund

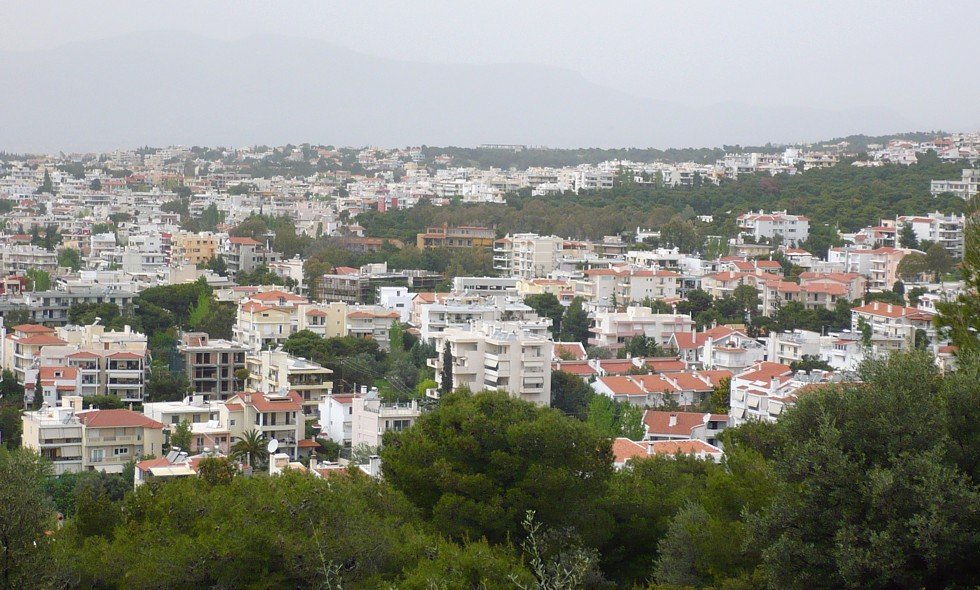
Athen-Nord

Das alte Athen des 18. Jahrhunderts umfasst in etwa die Viertel südlich und nördlich der Akropolis, die Erweiterung nach Osten und Nordosten (Syntagma bis Omonia) ist seit dem 19. Jahrhundert das Zentrum der Stadt.
Wenngleich sich die Bewohner der Halbinsel Attika als Athener verstehen, beschränkt sich die Stadt Athen administrativ auf ein Gebiet, das weniger als eine Million Einwohner umfasst.

## Gründungsmythen und Namensgebung

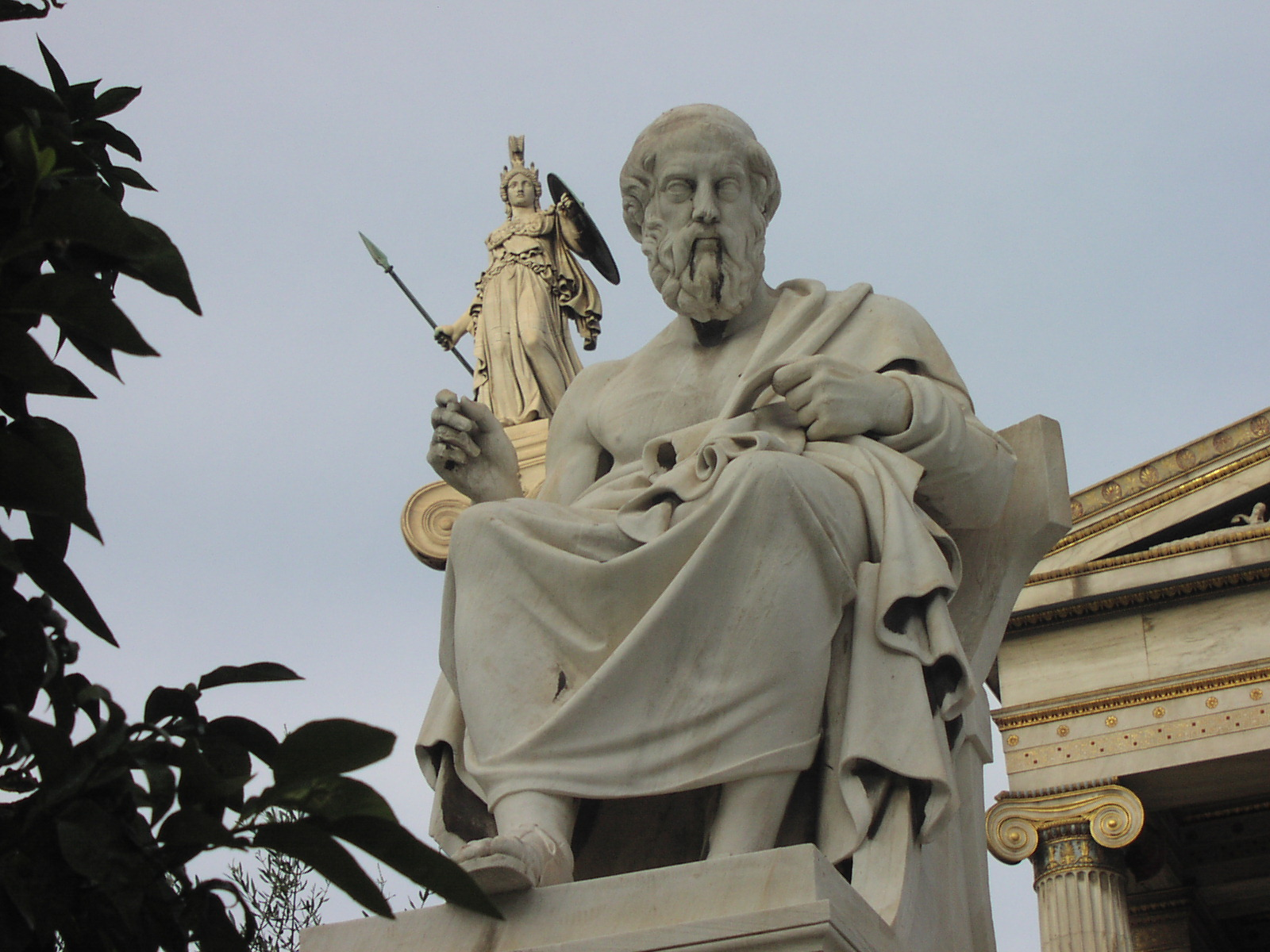
Platon und Athene im Hintergrund, vor der Akademie von Athen

Der Sage nach buhlten die Göttin Athene und der Meeresgott Poseidon um die Gunst der Bewohner der damals noch namenlosen Stadt. Beide sollten den Einwohnern je ein Geschenk machen – wer der Stadt das schönste Geschenk machte, sollte zum Namenspatron auserkoren werden. Poseidon schenkte der Stadt einen Brunnen oder eine Quelle, die er mit seinem Dreizack geöffnet hatte, aus der allerdings nur Salzwasser sprudelte. Athenes Geschenk war ein Olivenbaum. Dieser spendete Nahrung, Olivenöl und Holz. Athene gewann und die Stadt wurde nach ihr benannt.
Nach einer anderen Überlieferung wurde Athen von König Kekrops gegründet, weshalb Kekropia (Κεκροπία) ein alter Name Athens ist.
Der Name Athen stand einst immer im Plural (Athēnai), spätestens seit den 1960er Jahren hat sich jedoch im Griechischen die Singularform durchgesetzt (Athína), amtlich ist die Pluralform auch heute noch anzutreffen. Auch in anderen Sprachen steht der Name im Plural.

## Geschichte

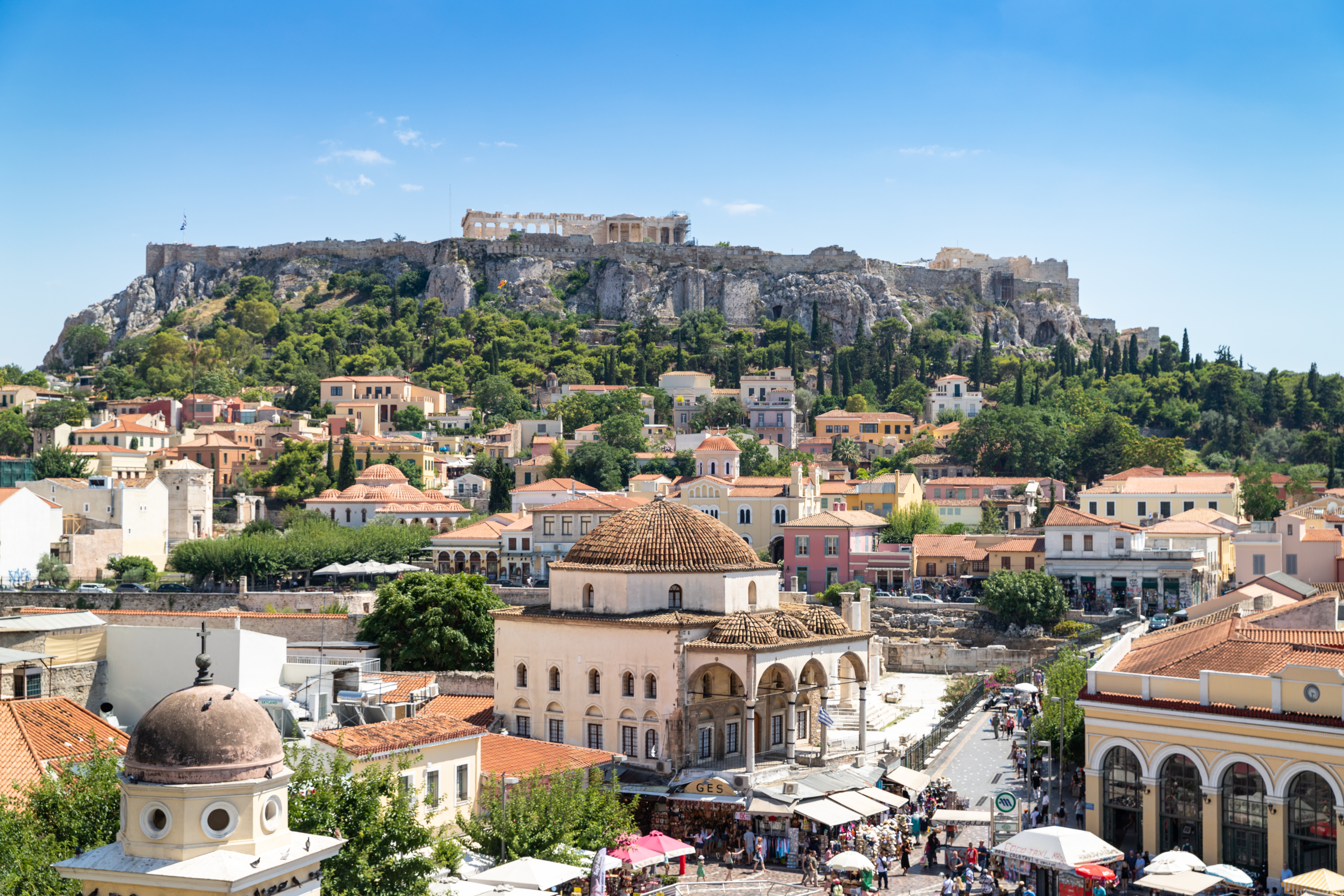
Die Akropolis, von Monastiraki aus gesehen

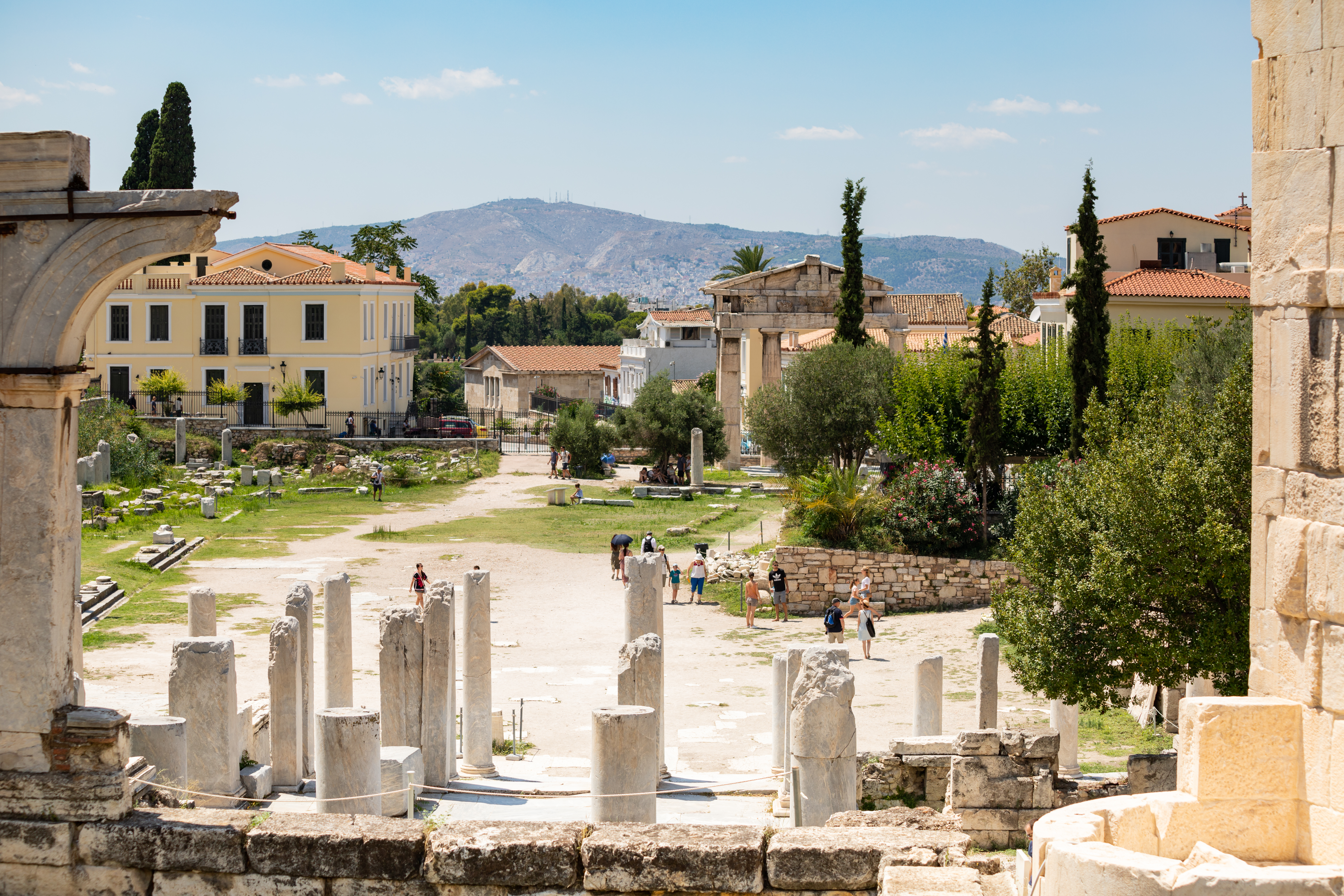
Antike Überreste der römischen Agora

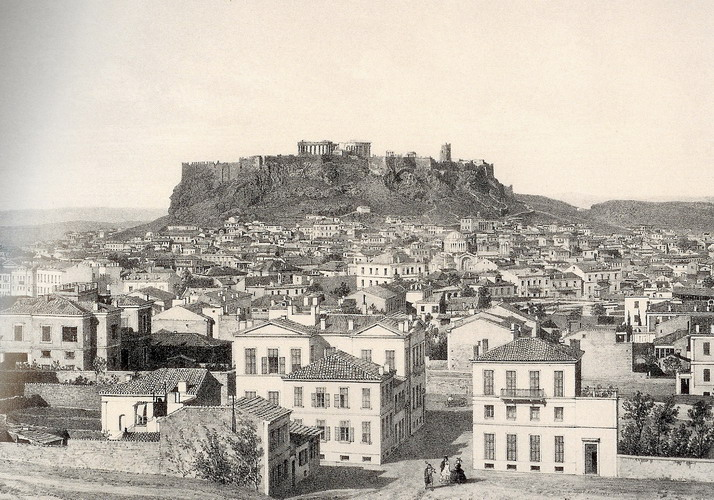
Athen um 1861

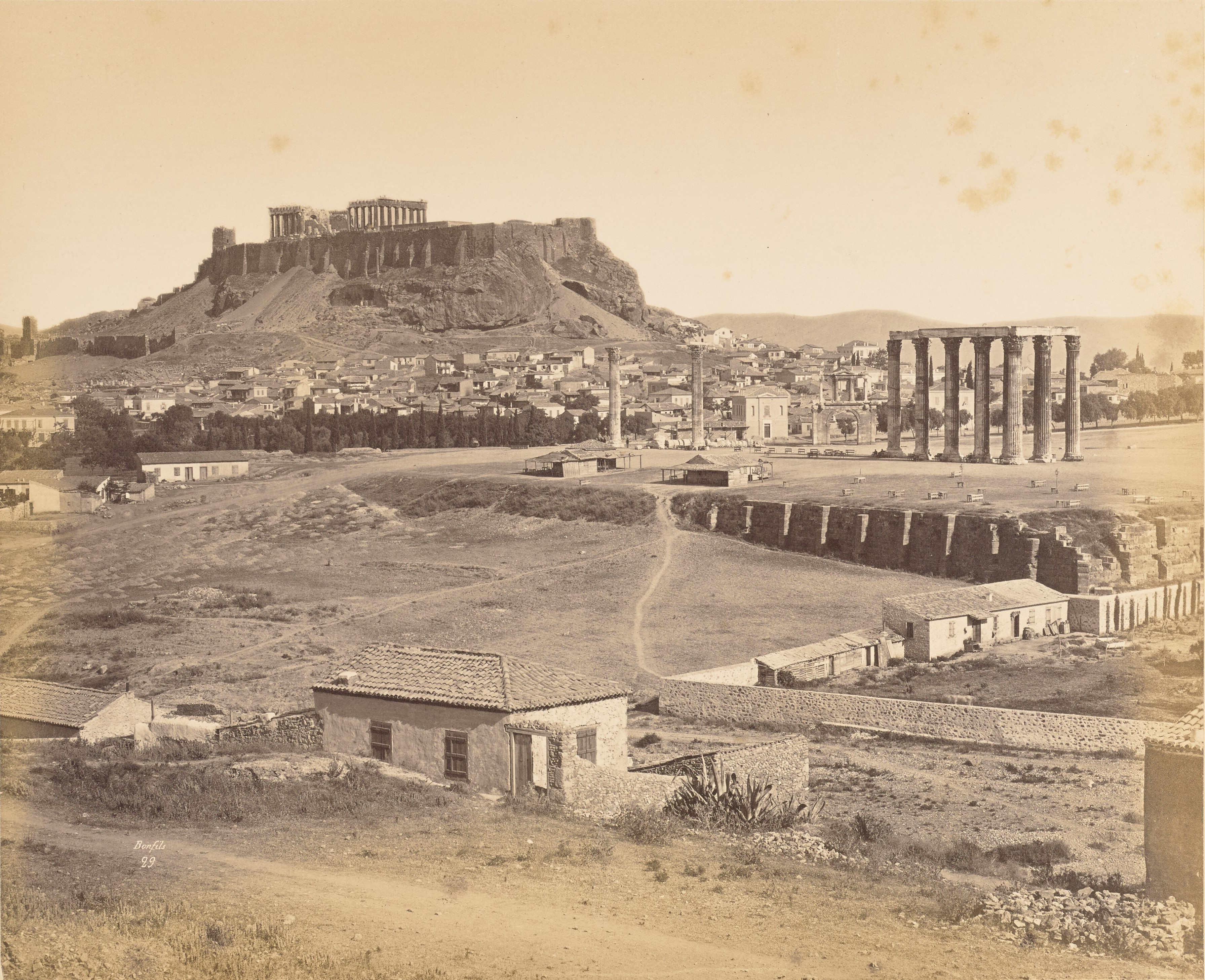
Athen um 1868

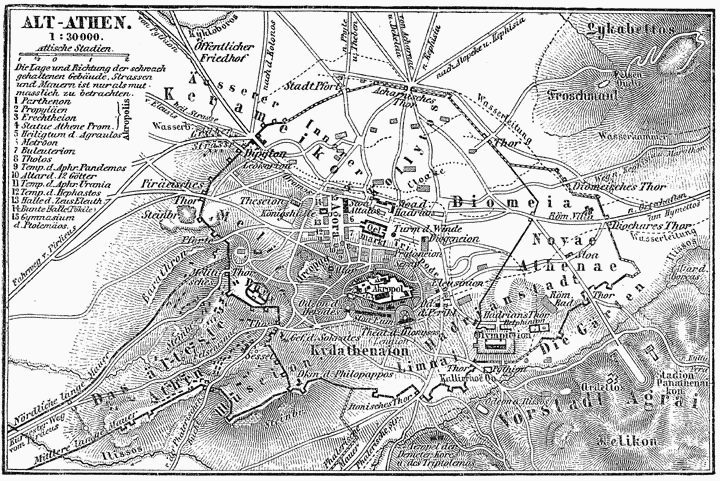
Historische Karte von Athen (1888)

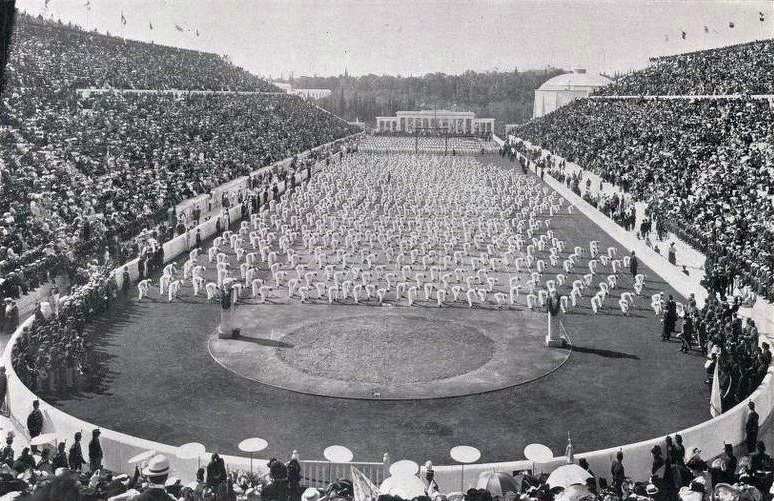
Die Zwischenolympiade von 1906

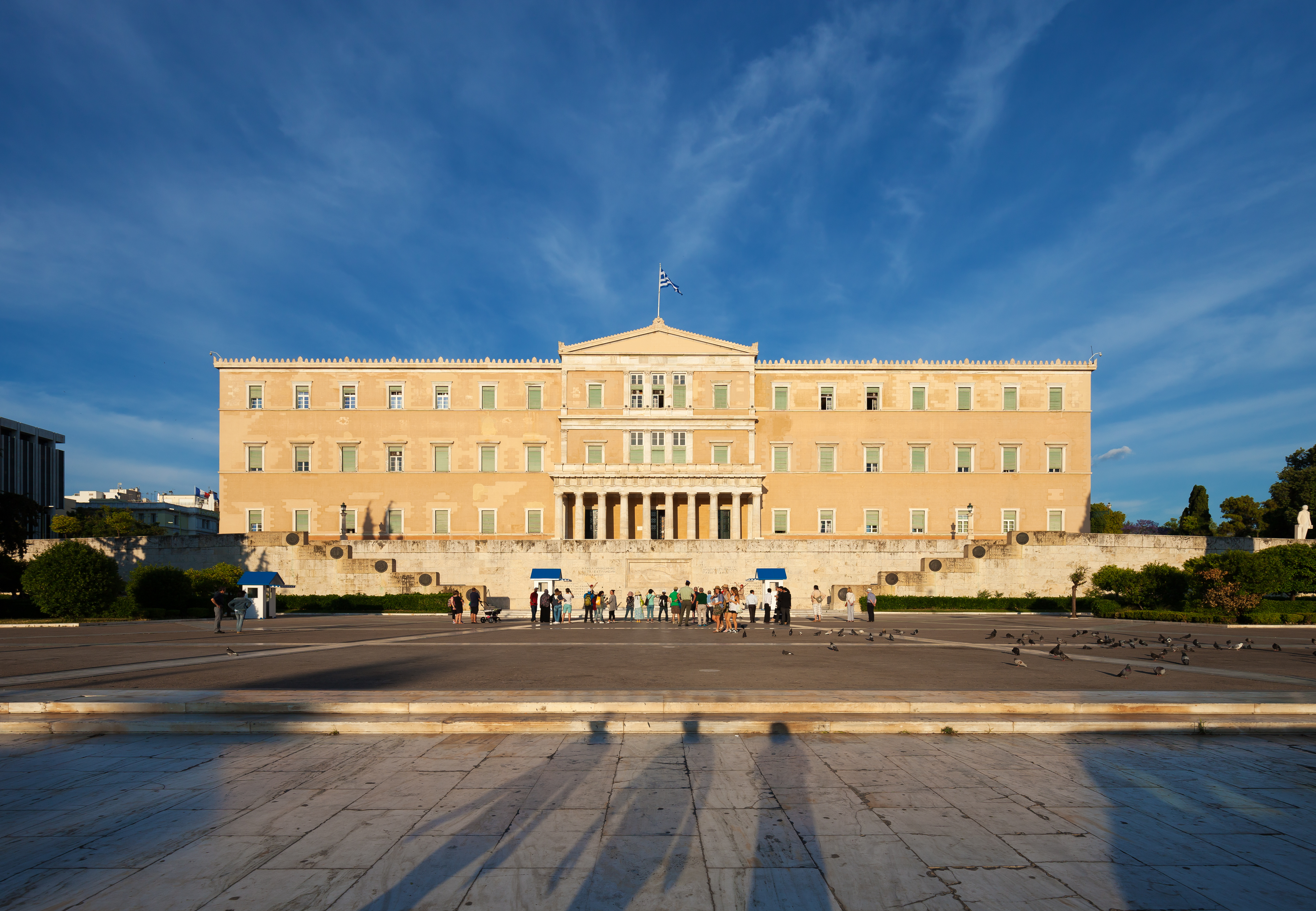
Das frühere königliche Schloss am Syntagma-Platz, seit 1932 Sitz des Parlaments

Die Besiedlungsgeschichte des Gebiets der Stadt Athen reicht etwa 7500 Jahre zurück, bis in die Jungsteinzeit. Um 1300 v. Chr. wurde auf der Akropolis ein mykenischer Palast errichtet. Die älteste Stadtanlage beschränkte sich auf die obere Fläche eines steilen, nur von Westen her zugänglichen Felshügels, der später als Burg (Akropolis) den militärischen und religiösen Mittelpunkt Athens bildete. Die Fläche wurde bereits sehr frühzeitig eingeebnet und mit einer starken Mauer umgeben, die mit neun hintereinander angeordneten Toren gesichert wurde (Enneapylai). Diese Anlage hieß nach den Pelasgern, denen man den Bau zuschrieb, Pelargikon. Innerhalb dieser Burg wohnten die alten Könige dieses Teils von Attika. Athen stand für seine Bewohner seit jeher unter dem besonderen Schutz des Zeus, dem ein früh erbauter Altar gewidmet war, sowie der stadtschützenden Athene (Athene Polias), der auch der älteste Tempel der Stadt, der Hekatompedos, geweiht war. Dem äußeren Stadttor gegenüber lag der älteste Markt der Stadt, die Agora.
Dem sagenhaften König Theseus wird zugeschrieben, die verschiedenen Teile der Landschaft Attika zu einer Polis vereinigt zu haben. Athen war fortan der Fläche nach der größte griechische Stadtstaat (vom Sonderfall Sparta abgesehen). Womöglich liegt der Erinnerung an diesen sog. Synoikismos des Theseus aber auch bereits die Schaffung eines Mykenischen Palastzentrums zugrunde, von dem aus ab dem 14. Jahrhundert v. Chr. weite Teile Attikas kontrolliert und verwaltet wurden, wodurch regionale Fürsten an Macht verloren.
Ganz ähnliche Entwicklungen fanden zu Beginn der Mykenischen Palastzeit auch in anderen Regionen statt, in denen ebenfalls mächtige Palastzentren entstanden, z. B. in der Argolis, in Messenien und Böotien.
Den Höhepunkt seines politischen und kulturellen Einflusses erreichte Athen als attische Demokratie und Führungsmacht im attischen Seebund während des 5. und 4. Jahrhunderts v. Chr. (klassische Zeit). Auch als die Stadt 86 v. Chr. dem Römischen Reich einverleibt wurde, behielt sie ihren Status als intellektuelles Zentrum und erreichte den Höhepunkt ihrer urbanen Entwicklung im 2. Jahrhundert n. Chr. In der Reichskrise des 3. Jahrhunderts wurde Athen 267 von den germanischen Herulern erobert und gebrandschatzt, doch erholte sich die Stadt und blieb auch in der Spätantike bedeutend. Dies änderte sich erst nach dem Jahr 529 n. Chr., als die letzten Philosophenschulen auf Anweisung des oströmischen Kaisers Justinian I. geschlossen wurden. Die Einfälle der Slawen beendeten im späten 6. Jahrhundert dann die antike Phase der Stadtgeschichte; es folgte eine „dunkle Zeit“.

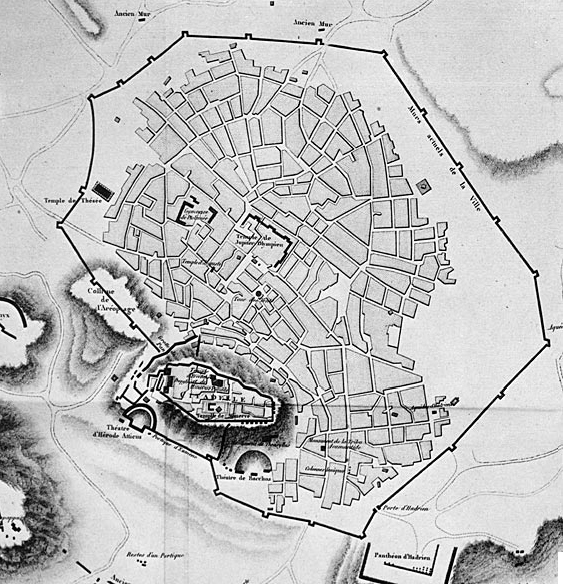
Karte Athens vor 1800

Erst im 9. Jahrhundert wurde die Stadt Bischofssitz mit dem Parthenon als Bischofskirche. Athen wurde im Vierten Kreuzzug (1204) nach der Einnahme Konstantinopels fränkisches Herzogtum, nach dem Einfall der Katalanischen Kompanie folgte die Herrschaft der Florentiner (1388 und 1402), der Osmanen (1392), der Venezianer (1395). Nach dem Fall Konstantinopels 1453 wurden 1456 die Athener Unterstadt und 1458 auch die strategisch wichtige Oberstadt mit der Akropolis von den Osmanen durch Sultan Mehmeds II. Feldherrn Omar Pascha erobert. Der Parthenon wurde aus einer lateinischen in eine orthodoxe Kirche und 1460 in eine Moschee umgewandelt. Das Erechtheion diente dem osmanischen Kommandanten als Harem.
Die Stadt verlor nun immer weiter an Bedeutung. Nach mehreren Zerstörungen zwischen dem 17. Jahrhundert und dem 19. Jahrhundert sank die Stadt zu einem unbedeutenden Provinzort herab und hatte 1834, als sie zur Hauptstadt des neu gegründeten Griechischen Königreichs erhoben wurde, kaum mehr als 4000 Einwohner. Durch den Freiheitskrieg war die Stadt, die zuvor noch rund die doppelte Bevölkerung gehabt hatte, weitgehend zerstört. Die türkische Garnison auf der Akropolis verließ die Stadt erst 1833, drei Jahre nach der offiziellen Unabhängigkeit Griechenlands.
Athen wuchs in den vergangenen 150 Jahren sehr schnell zu seiner jetzigen Größe heran. Im Großraum Athens leben heute etwa vier Millionen Einwohner. Das Zentrum Athens um die Plätze Syntagma und Omonia ist bis heute durch die unter dem König Otto I. (einem Wittelsbacher) initiierte urbanistische Entwicklung und durch repräsentative öffentliche Gebäude im Stil des Neoklassizismus geprägt. Der von wittelsbachischen Hofgärtnern ausgestaltete, erst seit 1923 öffentlich zugängliche Nationalgarten (ursprünglich Schlossgarten), der daran anschließende, schon seit 1888 durch Schenkung öffentliche Park des Zappeion und die unter dem Patronat von Königin Sofie (einer gebürtigen Hohenzollern) von der „Gesellschaft der Waldfreunde“ zwischen 1908 und 1918 vorgenommene Aufforstung des Akropolis-Felsens, des Philopappos- oder Musenhügels und des Lykavittos schienen zunächst eine für Südeuropa ungewöhnlich ausgewogene urbanistische Entwicklung zu garantieren. 1920 zählte das Gebiet des heutigen Groß-Athen etwa 453.000 Einwohner. Ein ungeregelter Wachstumsschub (mit zahlreichen dicht besiedelten Elendsvierteln) ergab sich aber zu Beginn der 1920er Jahre als Resultat des Griechisch-Türkischen Krieges und der Massenvertreibungen der Griechen aus Kleinasien, als Griechenland im Vertrag von Lausanne das östliche Thrakien und die Provinz Smyrna (heute Izmir) an die Türkei abgeben musste. Über eine Million Griechen mussten daraufhin ihre Heimat verlassen. Viele fanden eine neue Heimat in Athen.
Während des Zweiten Weltkriegs war Athen Schauplatz spektakulärer Widerstandsaktionen: Schon wenige Tage nach der deutschen Besetzung Athens am 26. April 1941 riss Manolis Glezos am 31. Mai 1941 als Zeichen des Widerstands die Hakenkreuzfahne von der Akropolis. Die Hungersnot infolge der Ausplünderung durch die Besatzungsmacht traf die städtische Bevölkerung Athens besonders hart: In den Wintern 1941/42 und 1942/43 starben im Athener Ballungsgebiet über 100.000 Menschen den Hungertod.
Der Bürgerkrieg in Griechenland 1944–1949 erschütterte auch die Hauptstadt. Am 3. Dezember 1944 wurden bei einer Massendemonstration der EAM auf dem Syntagma-Platz 15 Demonstranten von der Polizei erschossen. ELAS-Einheiten griffen Polizeistationen an und lieferten sich Straßenkämpfe mit britischen Streitkräften.
Die Periode des Wohlstands und des gewaltigen wirtschaftlichen Florierens begann 1952 unter einer konservativen Regierung. Ausgelöst wurde sie durch ein großangelegtes Straßenbauprogramm. Zwischen 1950 und 1960 veränderte sich auch die demographische Situation Griechenlands radikal: Die Bevölkerung wanderte auf der Suche nach Arbeit und Wohlstand vom Land in die Stadt. Diese Migrationswelle verschlechterte die Wohnungssituation in den Städten dramatisch, besonders in Athen. Doch die Regierung war vor allem mit dem Wiederaufbau der im Bürgerkrieg zerstörten ländlichen und eher konservativen Regionen beschäftigt sowie mit der Bausubstanz der ägäischen Inseln, die von einem schweren Erdbeben 1950 weitgehend zerstört worden war. Das Wohnungsproblem überließ man privaten Investoren. Diese entwickelten das System der „Antiparochí“ (etwa: Gegenleistung). Dabei übernahmen sie Grundstücke und entschädigten den früheren Eigentümer nicht mit Geld, sondern mit einer bestimmten Zahl fertiggestellter Wohnungen. Umgekehrt bezahlten viele Baufirmen und Bauherren ihre Arbeiter mit Wohnungen.
Auch die erbitterten Auseinandersetzungen der Jahre 1961 bis 1967 zwischen Links und Rechts wurden auf den Plätzen und in den Straßen der Hauptstadt mit – auch gewalttätigen – Demonstrationen ausgetragen. Am 21. April 1967 war Athen mit dem Auffahren von Panzern, der Verhängung eines Ausgehverbots und Massenverhaftungen Schauplatz des Staatsstreichs der Obristen, der den Beginn der siebenjährigen griechischen Militärdiktatur markierte. In Athen manifestierte sich aber trotz aller Unterdrückungsmaßnahmen auch der Widerstand: So nahmen im November 1968 viele Tausende Athener an der Beerdigung von Georgios Papandreou teil. Am 17. November 1973 wurde der Aufstand am Polytechnikum blutig niedergeschlagen. Nach dem Zusammenbruch des Regimes landete in der Nacht zum 24. Juli 1974 Konstantinos Karamanlis in Athen, wurde von einer jubelnden Bevölkerung begrüßt und noch in der Nacht als Premierminister vereidigt.
In den 1980er Jahren erlebte Athen einen wirtschaftlichen Aufschwung, der jedoch auch zu Einbußen an Lebensqualität führte, zu Staus und Smog. Seit den 1990er Jahren wurde daher der öffentliche Nahverkehr ausgebaut, Busspuren und neue Fußgängerzonen angelegt. Nach Jahren hoher Verkehrsbelastung aufgrund der vernachlässigten Infrastruktur zeigen die Baumaßnahmen (Athener Metro, S-Bahn-Netz und Athener-Spangenautobahn u. a.) Wirkungen. Smog und typisches Verkehrschaos sind selten geworden. Trotzdem ist eine Abwanderung in andere Städte Griechenlands zu verzeichnen. Ein Grund dafür sind die hohen Immobilienpreise. Gleichzeitig ziehen viele Ausländer nach Griechenland, die sich vor allem in Athen niederlassen. Typisch für Athen war lange Zeit eine sehr persönliche und kleinteilige Struktur in den Vorstädten, die als „dörflich“ beschrieben wurde.
Seit den späten 1980er Jahren haben auch viele Ausländer in Athen eine neue Heimat gefunden, das traditionelle Auswanderungsland Griechenland ist oft die erste Ankunftsstation für Migranten und Flüchtlinge, die in die EU gelangen möchten und daher mit allen positiven und negativen Begleiterscheinungen der Einwanderung konfrontiert. Die größte Gemeinde stellen die Albaner. Weitere sind Russen, Polen, Filipinos, Bangladescher und Nigerianer. In der Sophokleousstraße/Plateia Theatrou entstand ein kleines „Chinatown“-Viertel. Bürgermeister der Stadt ist seit 2019 Kostas Bakogiannis.

## Stadtbild und Architektur

Die Akademie von Athen

Das Stadtbild ist sehr heterogen und umfasst Bauten aus allen Epochen von der Antike bis in die Gegenwart.

### Architektur des 19. Jahrhunderts in Athen

Das Archäologische Nationalmuseum (Eθνικό Αρχαιολογικό Μουσείο) von Athen

Die Anlage des heutigen Zentrums entstand im 19. Jahrhundert auf Grundlage des Stadtplans von Eduard Schaubert und Stamatios Kleanthis. Ein geschlossenes Stadtbild findet sich nur im wesentlich älteren Viertel Plaka. Fast alle wichtigen öffentlichen Bauten wie Theater, Oberster Gerichtshof, Parlament, Ausstellungshalle Zappeion, Kathedrale, Rathaus etc. sind Bauten des Klassizismus. Prominente Beispiele sind die „Athener Trilogie“ mit der Nationalen und Kapodistrias-Universität Athen (1841, Entwurf: Hans Christian Hansen), der Nationalbibliothek und der Akademie der Wissenschaften (1891, beide von Theophil Hansen). In direkter Nachbarschaft befinden sich die katholische Bischofskirche (Entwurf: Leo von Klenze) und die alte Augenklinik. Zu erwähnen ist noch das Parlamentsgebäude (ehemaliges Schloss) am Syntagma-Platz von Friedrich von Gärtner. Zahlreiche Auslandsgriechen ließen sich im 19. Jahrhundert in Athen nieder, so dass zahlreiche Villen entstanden, die häufig von Ernst Ziller entworfen wurden, der Hofarchitekt Georgs I. wurde und über 600 Gebäude in ganz Griechenland realisierte.

### Architektur des 20. Jahrhunderts in Athen
Die Architektur des 19. Jahrhunderts war in Athen weitestgehend vom Klassizismus und der Restauration des griechischen Staates geprägt; dies setzte sich bis in die ersten Jahre des 20. Jahrhunderts fort. Umso radikaler war die frühe griechische Moderne. Getrieben von der Wohnungsnot nach der Vertreibung von Griechen aus der Türkei 1921 setzte eine erneute rege Bautätigkeit ein. Die Charta von Athen, das Manifest der modernen Architektur, wurde 1933 unterzeichnet.
Bis heute werden Stadtteile wie Kypseli und Exarchia von Appartementhäusern aus dem Zeitraum von 1920 bis 1940 dominiert.
Im Zeitraum der späten 1940er Jahre und frühen 1960er wurden in den feineren Stadtteilen Athens luxuriöse Apartmenthäuser errichtet, die mit allen Raffinessen der Zeit ausgestattet waren. Sie verfügten über einen Concierge, Dienstboteneingang sowie große in Marmor gekleidete Eingangshallen.
Die Athener verließen die alten klassizistischen Stadtvillen, um in ein begehrtes, modernes Apartment zu ziehen. Da diese Apartments für die Oberklasse bestimmt waren, sind die meisten davon nicht kleiner als 160 Quadratmeter. Solche „Prunk-Apartmenthäuser“ findet man am Viktoria-Platz, entlang der Patission Avenue, an der Straße des dritten Septembers und an der prächtigen Flaniermeile und einst teuersten Straße Athens, der Mavrommataion Straße.
Große öffentliche Bauten entstanden erneut ab den 1960er Jahren, wie das Terminal Ost am ehemaligen Athener Flughafen Hellenikón von Eero Saarinen (1960–1963), die Botschaft der USA an der Vassilis-Sophias-Avenue von Walter Gropius (1961) oder auch das Hilton Athen (1963). Während der Zeit der Junta wurden aus Spekulationsgründen sehr viele zweitklassige Appartementhäuser errichtet, die das Bild einiger Vorstädte prägen.
Seit den 1980er Jahren wurden wichtige Bauten des Verkehrs und der Infrastruktur realisiert, darunter der Athens Olympic Sports Complex von Santiago Calatrava oder das Neue Akropolis-Museum von Bernard Tschumi (2001–2007, Eröffnung 2009). Zu nennen sind auch die zahlreichen U-Bahn-Stationen und damit verbundene Bauten wie die Fußgängerbrücke an der Station Katechaki von Santiago Calatrava.
Allgemein ist der Bau von Landmarken oder auffälligen Solitärgebäuden nicht erlaubt, um die herausragende Stellung der Akropolis im Stadtbild von Athen nicht zu gefährden. Wenige Ausnahmen wurden während der Zeit der Junta gewährt, aber auch nur relativ weit vom Zentrum. Zu den Ausnahmen gehören der Athens Tower oder das President Hotel im Stadtteil Ambelokipi.

## Sehenswürdigkeiten und Museen

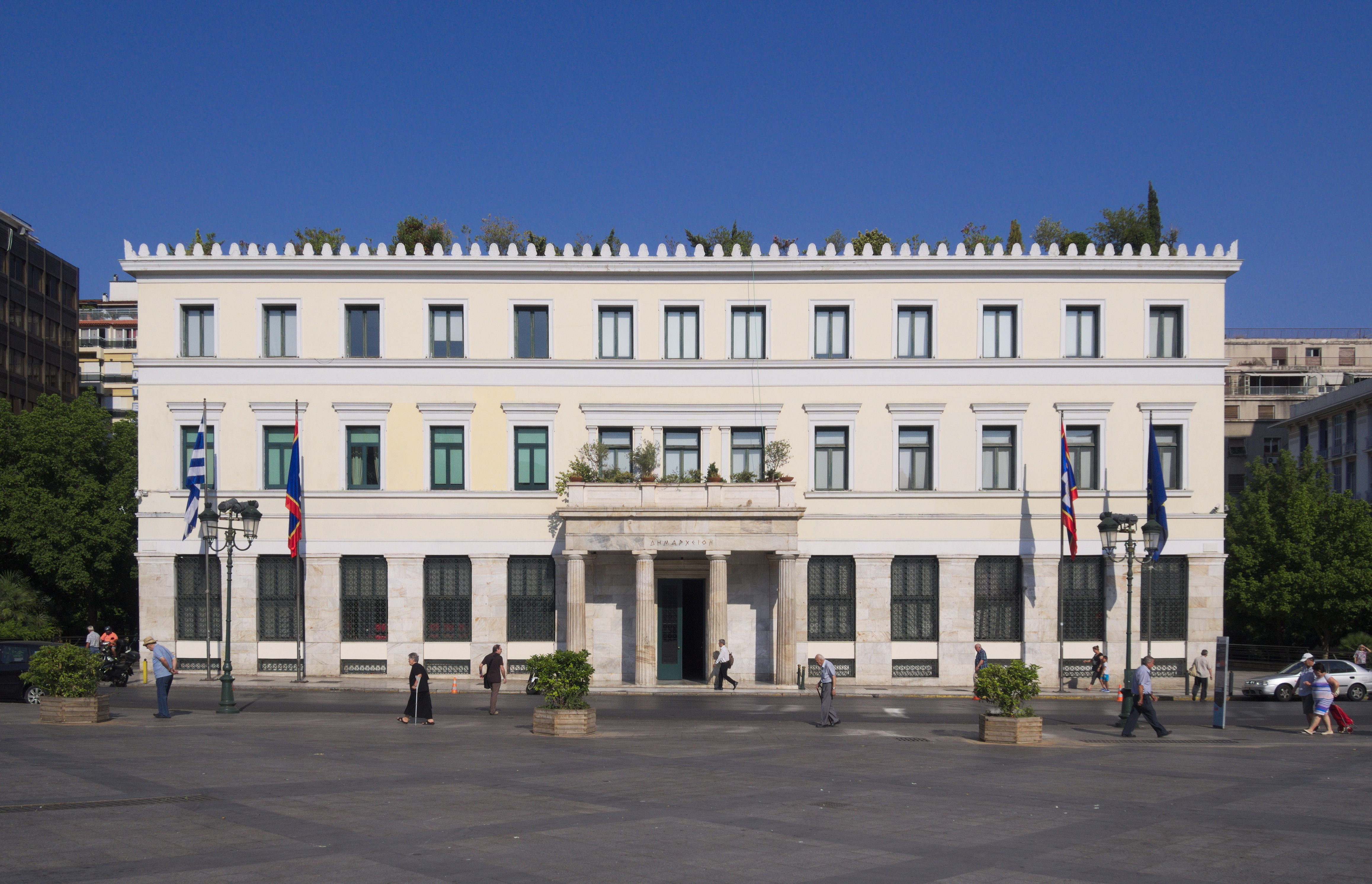
Das Athener Rathaus

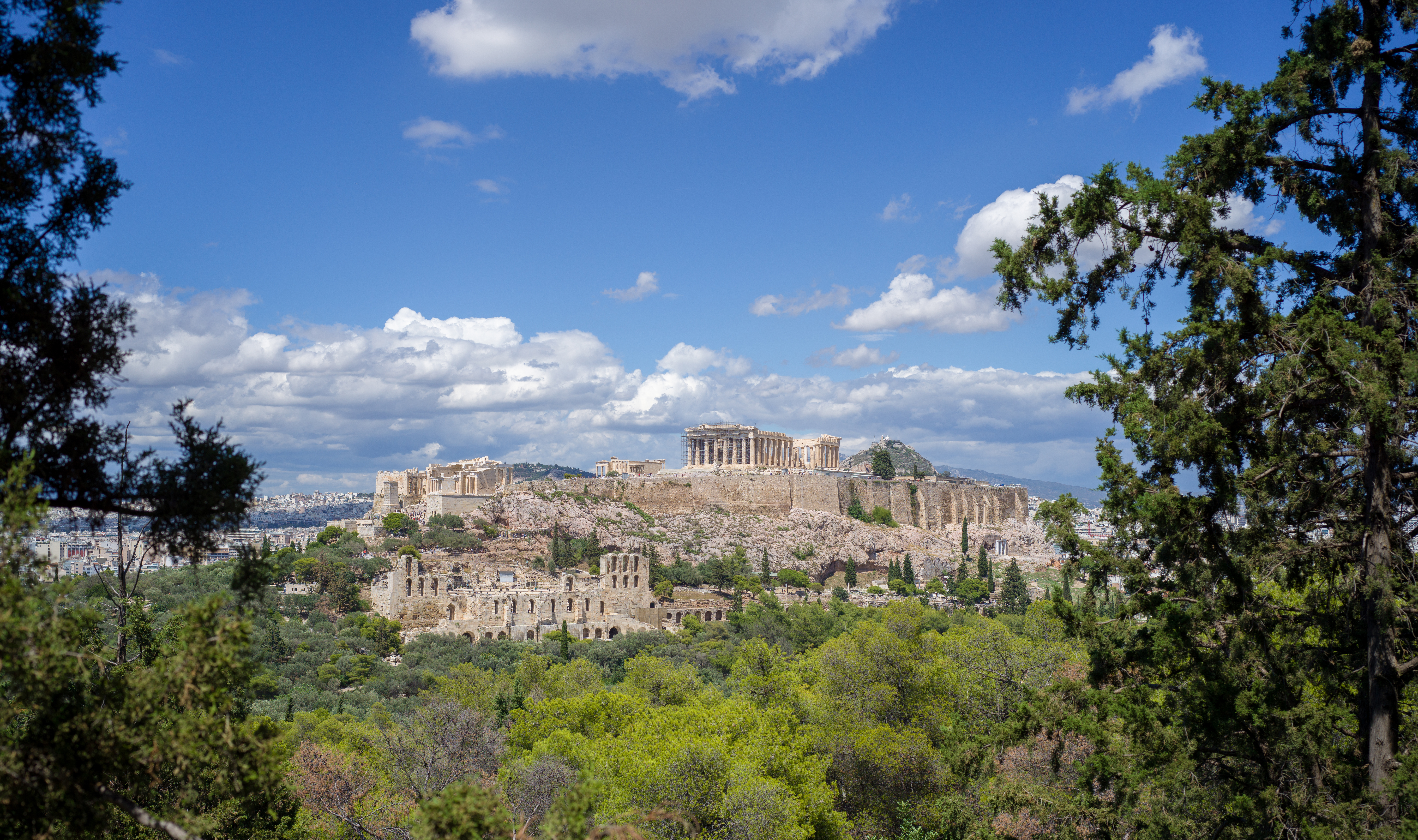
Die Athener Akropolis vom Philopapposhügel aus gesehen

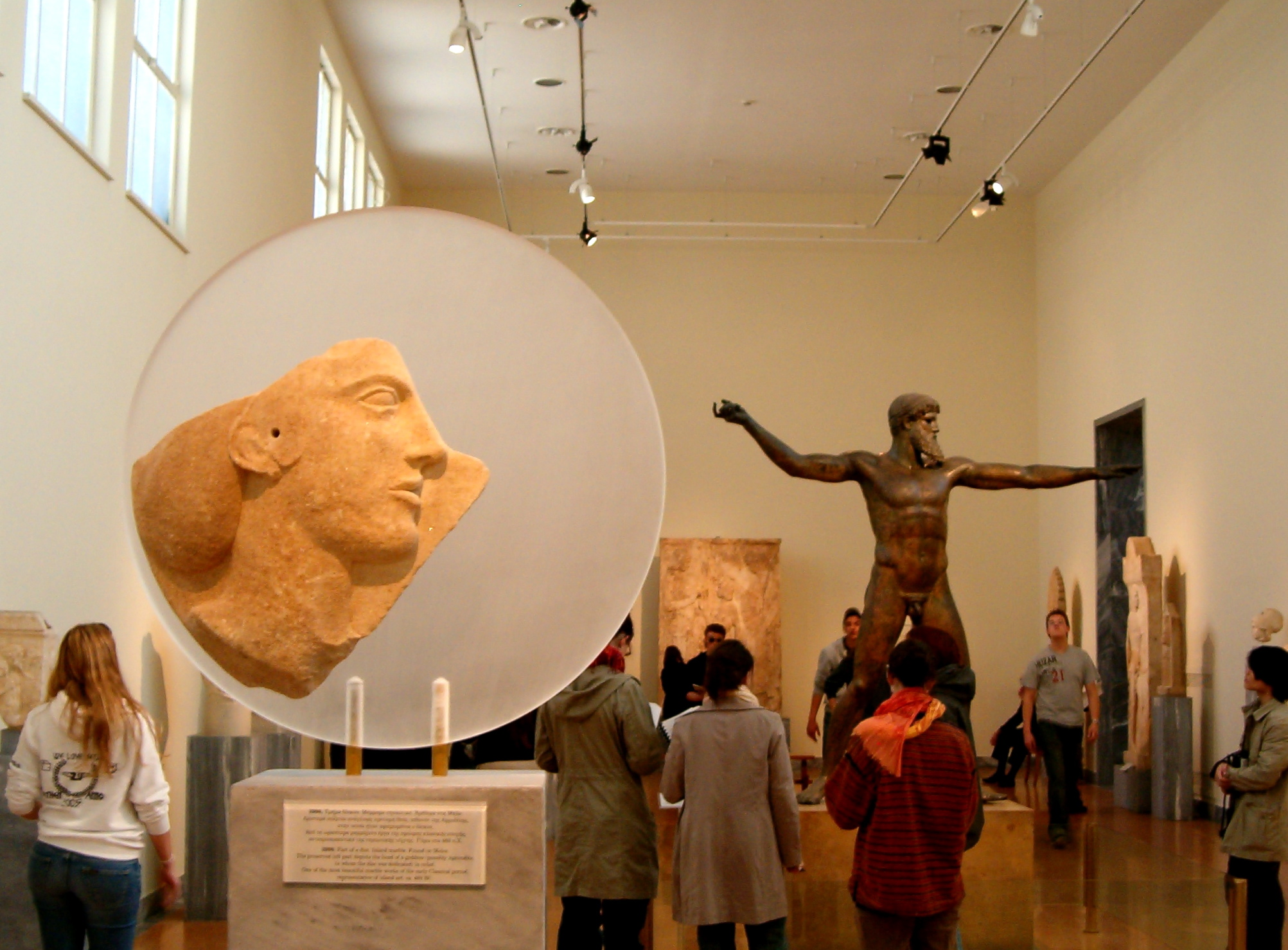
Das archäologische Nationalmuseum ist das meistbesuchte Museum der Stadt

### Sehenswürdigkeiten (Auswahl)
Das „Emporiko Trigono“ (Handelsdreieck) ist das Zentrum der Stadt, an dessen einem Ende der Syntagma-Platz liegt. Dort befindet sich das Parlamentsgebäude (ehem. Schloss) mit Nationalgarten (ehem. Schlossgarten), davor findet ein stündlicher Wachwechsel der Evzonen vor dem Grabmal des unbekannten Soldaten (Sonntagvormittag Aufmarsch) statt. In der U-Bahn-Station sind antike Objekte ausgestellt, die beim Aushub gefunden wurden. In der Nähe des Syntagma-Platzes befindet sich das Viertel Kolonaki, von wo eine Standseilbahn auf den Lykavittos (Berg von 277 m mitten in Athen, hervorragende Aussicht auf Athen) führt. Das Zappeion und das zu den Olympischen Spielen 1896 wiederaufgebaute antike Kallimarmaro-Stadion liegen südlich des Nationalgartens.
Folgt man der Panepistimiou-Straße, gelangt man an die Athener Trilogie (klassizistisches Gebäudeensemble) aus Akademie, Bibliothek und (alter) Universität sowie unmittelbar daneben zur katholischen Bischofskirche und alten Augenklinik.
Vom Syntagma-Platz westlich der Hermes-Straße folgend, trifft man die mittelbyzantinische Kapnikarea-Kirche, und in der Nähe die Athener Markthalle und das Athener Rathaus, die beide im 19. Jahrhundert errichtet wurden. Ebenfalls westlich ist die Plaka, die einstige Altstadt, die in der Nähe des Monastiraki-Platzes liegt. Von dort sind die Agora, die Römische Agora mit dem Turm der Winde und der Hadriansbibliothek sowie der Kerameikos zu erreichen.
Die Akropolis, das Akropolismuseum und das Odeon des Herodes Atticus liegen südwestlich, südlich das Hadrianstor und das Olympieion.
Außerhalb der Stadt befinden sich das Kloster Daphni (11. Jahrhundert, mit byzantinischen Mosaiken) und das Kloster Kaisariani.

### Museen (Auswahl)
Als Metropole hat Athen zahlreiche allgemeine und spezielle Museen. Das Archäologische Nationalmuseum und das Akropolismuseum sind aufgrund ihrer Bedeutung die bestbesuchten; ebenso mit historisch-chronologischer Ausrichtung das Museum für kykladische Kunst (des Goulandris-Museums), das Benaki-Museum und das Byzantinische Museum und das Museum der Stadt Athen (mit Modell der Stadt 1842 und erstem Thronsaal des Königs Otto).
Größere Kunstmuseen umfassen die Nationalgalerie (und die Außenstelle „Nationale Glyptothek“), die Kommunale Galerie Athen, das Frissiras-Museum für zeitgenössische europäische Malerei und die Kunststiftung DESTE. Spezialmuseen sind unter anderem das Kriegsmuseum, das Hellenic Motor Museum, das Museum des griechischen Theaters, das Numismatische Museum, das Jüdische Museum Griechenlands sowie das Maria-Callas-Museum. Außerhalb Athens, in Palio Faliro, ist das Schiffsmuseum Trokadero Marina mit dem letzten erhaltenen Panzerkreuzer und dem originalgetreuen Nachbau einer Triere zu erwähnen.

## Kultur und Kunst

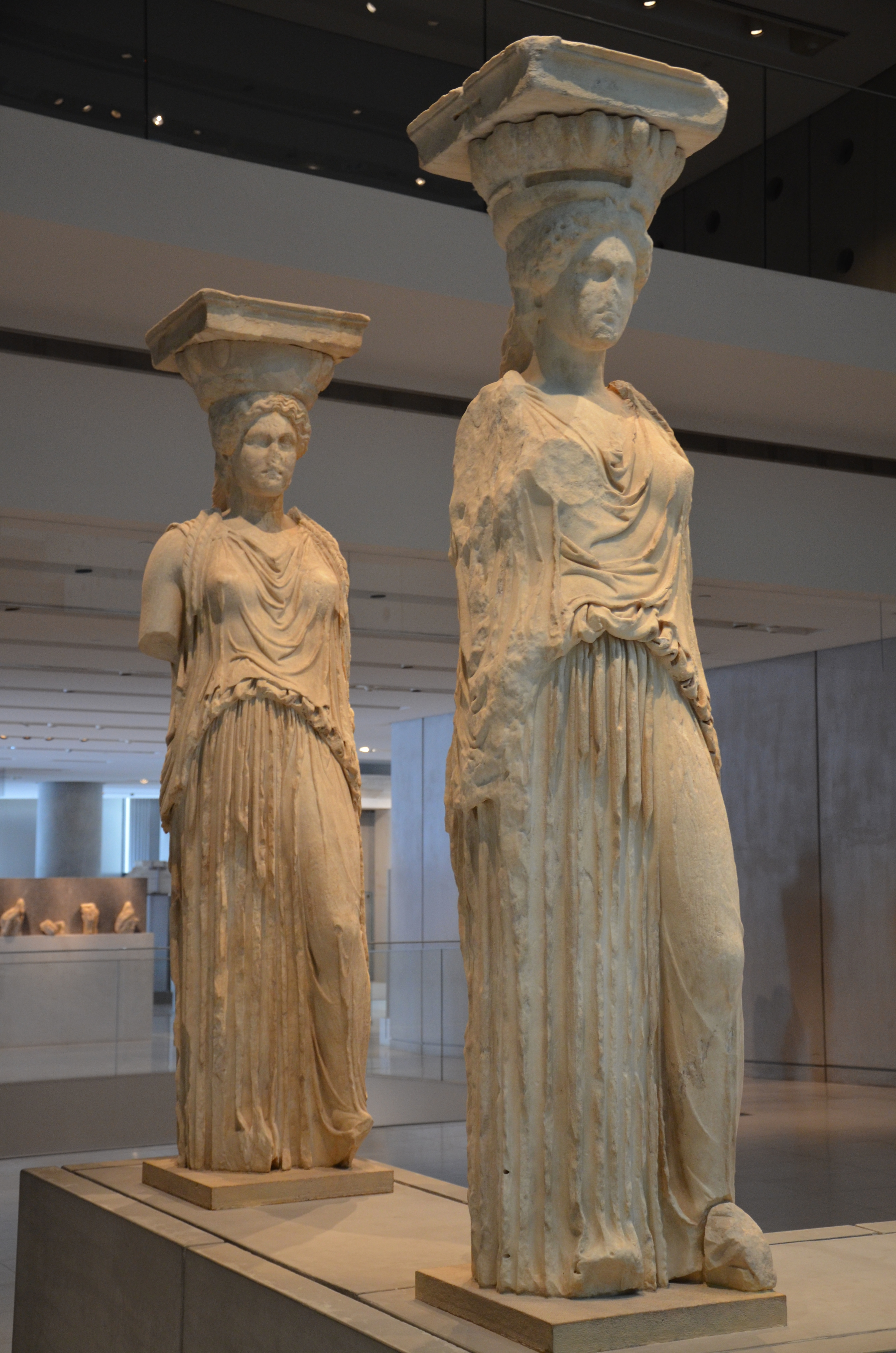
Die Karyatiden im Akropolismuseum

Als Metropole hat Athen ein reiches Kulturangebot, das seine Fortsetzung in dem für Griechenland typischen Nachtleben findet. Jährlich findet seit 1955 zwischen Mai und Oktober das Athens Festival (die Festspiele von Epidavros und Athen) statt, wichtigste Bühnen sind die zwei antiken Theater.
Athen verfügt neben dem staatlichen Nationaltheater über eine große Anzahl von Theatern, die privat betrieben werden und sich ausschließlich über Sponsoren und Eintrittsgelder finanzieren.
Einige öffentliche Einrichtungen sind:
- der Konzertsaal Megaro Mousikis,
- das Nationaltheater (Hauptgebäude wird umgebaut, Vorstellungen finden in Ausweichbühnen statt)
- das Iródion (Herodes-Atticus-Theater, antikes römisches Theater und Hauptschauplatz des Athener Festivals)
- das Theater auf dem Lykavittos.
- die griechische Nationalbibliothek und die nationale griechische Oper im 2016 fertiggestellten Stavros Niarchos Foundation Cultural Center

Athen hat im Lauf der Geschichte auch zahlreiche ausländische Künstler inspiriert. Das „attische Licht“ ist eine Metapher für den freien Geist der antiken Kultur, die Athen verkörpert.
Alle zwei Jahre im Herbst findet die Athens Biennale statt welche zeitgenössische Kunst zeigt. 2017 war Athen, neben Kassel, Veranstaltungsort der Documenta 14.
Einen Bezug zu Athen hatten oder haben Kunstsammler wie Antonis Benakis, George Costakis, Iris Clert, George Economou, Alexander Iolas, Dakis Joannou und Stavros Niarchos.
In einer Rangliste der Städte nach ihrer Lebensqualität belegte Athen im Jahre 2018 den 86. Platz unter 231 untersuchten Städten weltweit.

## Wirtschaft
Laut einer Studie aus dem Jahr 2014 erwirtschafte der Großraum Athen ein Bruttoinlandsprodukt von 129,62 Milliarden US-Dollar in Kaufkraftparität. In der Rangliste der wirtschaftsstärksten Metropolregionen weltweit belegte er damit den 102. Platz. Das BIP pro Kopf lag bei 32.484 US-Dollar (KKP).
Athen ist vor Thessaloniki auch wirtschaftlich die wichtigste Metropole des Landes. Zahlreiche Unternehmen, meistens des Dienstleistungssektors, haben ihren Sitz oder große Niederlassungen in der Stadt. Das einstige Handelszentrum „Emporiko Trigono“ (die Innenstadt) hat zugunsten von Vororten wie Paradissos Amarousssiou an Bedeutung verloren, wohin beispielsweise Pharmaunternehmen und Firmenzentralen gezogen sind. Die für Griechenland wichtige Handelsschifffahrt findet sich in der Nachbarstadt Piräus, wenngleich die Firmensitze häufig in Steueroasen angesiedelt sind.
Bedeutende Unternehmen im Ballungsgebiet sind beispielsweise der Mischkonzern Mytilineos Holdings, das Montanunternehmen Viohalco, der weltweit tätige Getränkeabfüller Coca-Cola HBC, der Baustoffhersteller Titan Cement und die Marfin Investment Group. Die 20 größten Unternehmen der Athener Börse sind im FTSE/Athex 20 gelistet.
Die Bedeutung als Fertigungsstandort hat Athen eingebüßt, etwa 50 Prozent der Industrieunternehmen Griechenlands haben jedoch noch ihren Sitz im Ballungsgebiet. Traditionell von Bedeutung war die Töpferei (etwa die Keramikos-Werke) und die Textilindustrie, beides ist heute längst bedeutungslos. Bekanntere Produkte aus der Athener Gegend sind der Fage-Joghurt, der Metaxa Weinbrand, die Schokolade ION und die Naturkosmetika Korres.
Athen hat etwa 6 Millionen ausländische Besucher im Jahr (2005), somit ist der Tourismus eine bedeutende Einnahmequelle. Die Anzahl ausländischer Besucher stieg über die letzten Jahre stetig, was auch die Eröffnung zahlreicher neuer Unterkünfte und Hotels bewirkt. Großes Wachstum verzeichnen auch die Besucherzahlen aus Fernost, vornehmlich China.

## Wissenschaft und Bildung

Die Verwaltung der Nationalen und Kapodistrias-Universität Athen

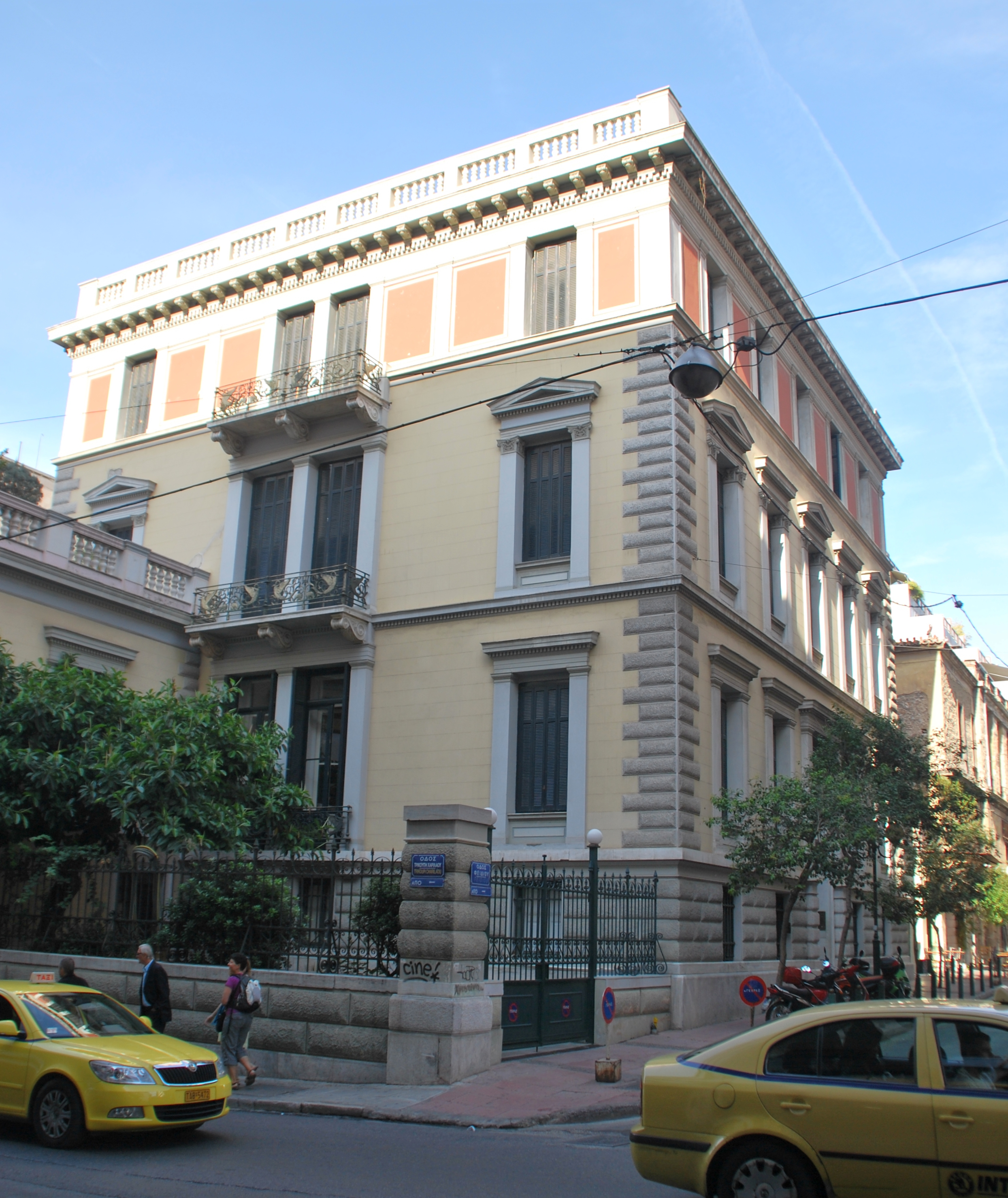
Das Deutsche Archäologische Institut Athen

Aus allen Teilen der antiken Welt kamen zur klassischen Zeit Wissenschaftler nach Athen, dies wurde von dieser gefördert. Es wurde unterschieden zwischen Xenoi und Metöken, wobei erstere die Personen bezeichnete, die einen kurzen Studienaufenthalt verbrachten, zweitere permanent in der Stadt lebten und Bürgerrechte genossen, dazu zählten Philosophen und Ärzte wie Anaxagoras aus Klazomenai, Protagoras aus Abdera und Hippokrates aus Kos.
In römischer Zeit war Athen ein beliebter Studienort. Im 18. Jahrhundert kamen Archäologen und Kunsthistoriker nach Athen und verbrachten lange Zeiten mit der Erforschung der Antike. Mit der Gründung des Königreiches Griechenland wurden die ersten zwei Universitäten des Landes gegründet, zuvor gab es nur die Ionische Akademie auf Korfu.
Bis auf Niederlassungen englischer und amerikanischer Universitäten, die einen Athens Campus führen, ist Griechisch die einzige Lehrsprache, und das Studium von Ausländern in Athen eher die Ausnahme. In Athen befinden sich jedoch 17 ausländische archäologische Institute.
In Athen haben ihren Sitz:
- Athener Konservatorium
- Forschungseinrichtung National Hellenic Research Foundation (Ethniko Idryma Erevnon)
- Harokopio-Universität Athen
- Landwirtschaftliche Universität Athen
- Nationale und Kapodistrias-Universität Athen (gegründet 1837)
- Nationale Technische Universität Athen (Politechneíon; 1836)
- Panteion-Universität Athen
- Wirtschaftsuniversität Athen
- Universität West-Attika (gegründet 2018)
- Hochschule der Bildenden Künste Athen
- Französische Schule Athen

## Sport

### Geschichte

Olympiastadion

Bis zum 5. Jahrhundert v. Chr. war der Sport in Athen eine Domäne des Adels und neureicher Familien. Anschließend änderte sich die Situation und der Sport wurde zunehmend die Freizeitbeschäftigung der Mittelschicht, teilweise auch die Hauptbeschäftigung auch von Angehörigen der Unterschicht.
Im 4. Jahrhundert v. Chr. wurde das große Athener Stadion gebaut, welches Ende des 19. Jahrhunderts wieder aufgebaut wurde.
Athen ist heute die Heimat zahlreicher Sportvereine, die in Griechenland in nahezu allen Sportarten das nationale Geschehen dominieren. Sportliches Aushängeschild der Stadt ist der mit über 500 nationalen und internationalen Titeln erfolgreichste und mit über 20 Sportabteilungen größte Verein Griechenlands Panathinaikos Athen. Weitere bedeutende Großvereine sind AEK, Panionios oder Panellinios.
Zu den populärsten Sportarten gehören Fußball, Basketball und Volleyball.
Im Jahr 1983 war das Athener Olympiastadion Austragungsstätte für das Finale im Europapokal der Landesmeister und 1987 für das der Pokalsieger im Fußball. 1994 sowie 2007 fand in Athen das Finale der UEFA Champions League statt.
Im Jahr 1997 fanden die Leichtathletik-Weltmeisterschaften im Athener Olympiastadion statt, nachdem bereits 1982 die Leichtathletik-Europameisterschaften im selben Stadion ausgetragen wurden.
Die Basketballhalle des Olympia-Sportkomplexes diente hingegen im Jahr 2007 als Austragungsort des Final Four Turniers der EuroLeague.

### Olympische Spiele

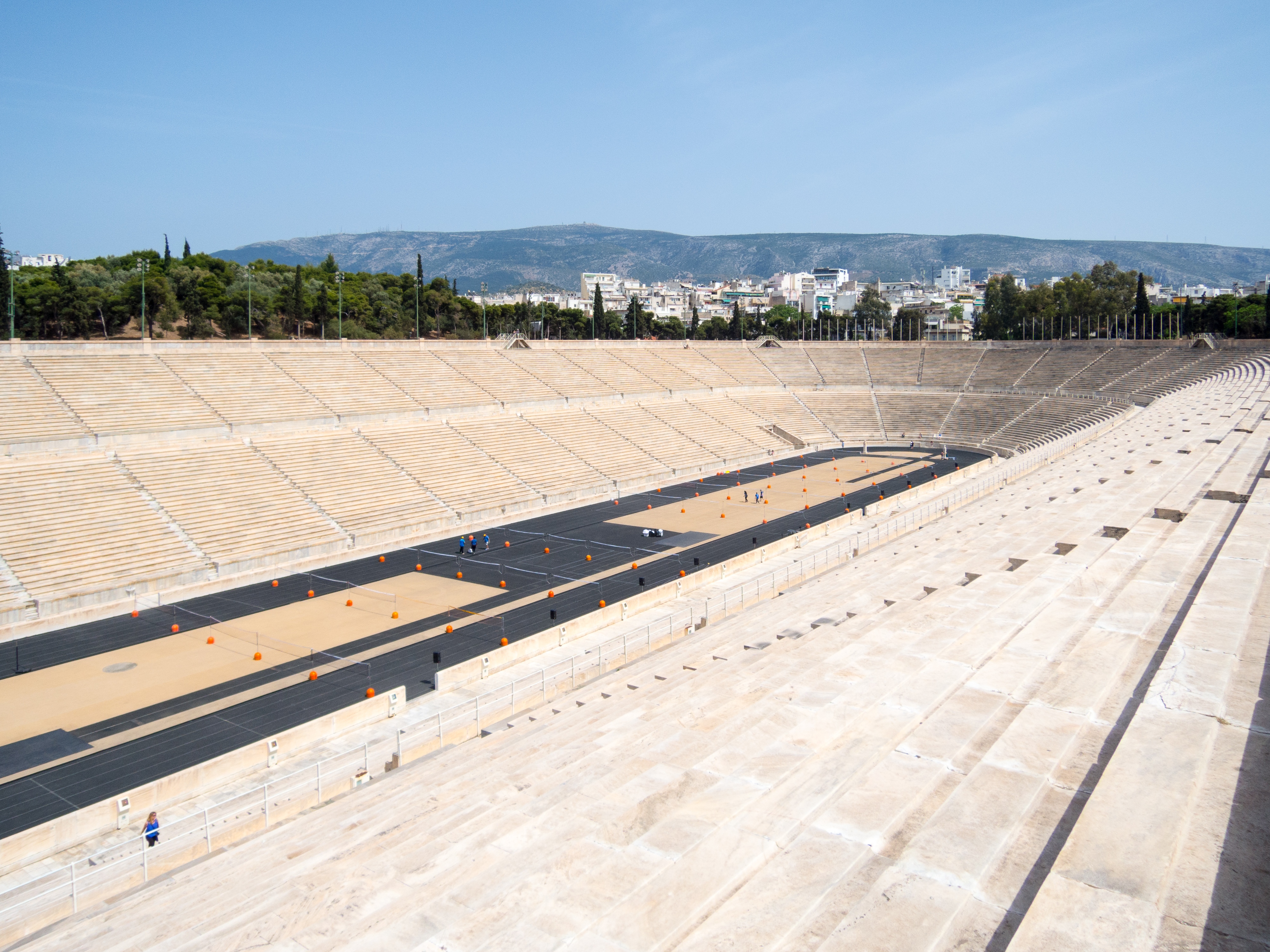
Das Panathenaikon Stadion in Athen, gebaut im Jahre 330 v. Chr., war das erste Olympiastadion der ersten Olympischen Spiele der Neuzeit im Jahre 1896.

In Athen fanden im Jahr 1896 die ersten Olympischen Spiele der Neuzeit; zehn Jahre später die für die olympische Bewegung wichtigen Olympischen Zwischenspiele statt. Athen kandidierte für die Olympischen Spiele 1996, erreichte aber nur den zweiten Platz hinter Atlanta (USA). Eine erneute Kandidatur für die übernächsten Spiele war erfolgreich. 2004 wurden hier die Spiele der XXVIII. Olympiade ausgetragen. Gemessen an der Zahl der Fernsehzuschauer, waren die Olympischen Sommerspiele 2004 die bisher erfolgreichsten Spiele, nicht zuletzt auch wegen der vielen historischen Schauplätze. Der Marathonlauf begann in Marathon, das Stadion von 1896 wurde genutzt, auch in Olympia fanden Veranstaltungen statt.

### Special Olympics
2007 wurde Athen durch das Internationale Special Olympics Komitee zum Austragungsort der Special Olympics World Summer Games 2011 gewählt. An den Spielen nahmen neben den Sportlern auch 2500 Trainer teil, außerdem wurde die Organisation von 25.000 Freiwilligen und 40.000 Familienangehörigen unterstützt. Vier Tage vor der Eröffnung fand das Host Town Programm statt, in dem 40 griechische Städte und Inseln Delegationen aus den teilnehmenden Nationen empfingen. Die deutsche Delegation reiste dafür nach Korfu. Ziel dieses Programms war, ein Netzwerk aufzubauen, die besuchenden Delegationen in Griechenland einzugewöhnen, sie mit den griechischen Traditionen vertraut zu machen und in der Öffentlichkeit Interesse an den Special Olympics zu wecken sowie sie für Menschen mit geistiger Einschränkung zu sensibilisieren.

## Verkehr
Wenngleich Griechenland ein Zentralstaat ist, sind nur Teile des Verkehrsnetzes auf Athen hin ausgerichtet. Der Hafen von Piräus, schon seit der Antike der Hafen Athens, ist heute der größte Passagierhafen Europas, aber im Fährverkehr hat der von Patras etwa ebenso viele Passagiere. Ebenfalls wegen der Randlage des Landes in Europa ist im Schienenverkehr Thessaloniki von großer Bedeutung. Der Flughafen Athen ist der größte Griechenlands. Durch Athen führen auch die wichtigsten Landverkehrswege, die die Halbinsel Peloponnes mit Mittel- und Nordgriechenland verbinden.

### Straßenverkehr

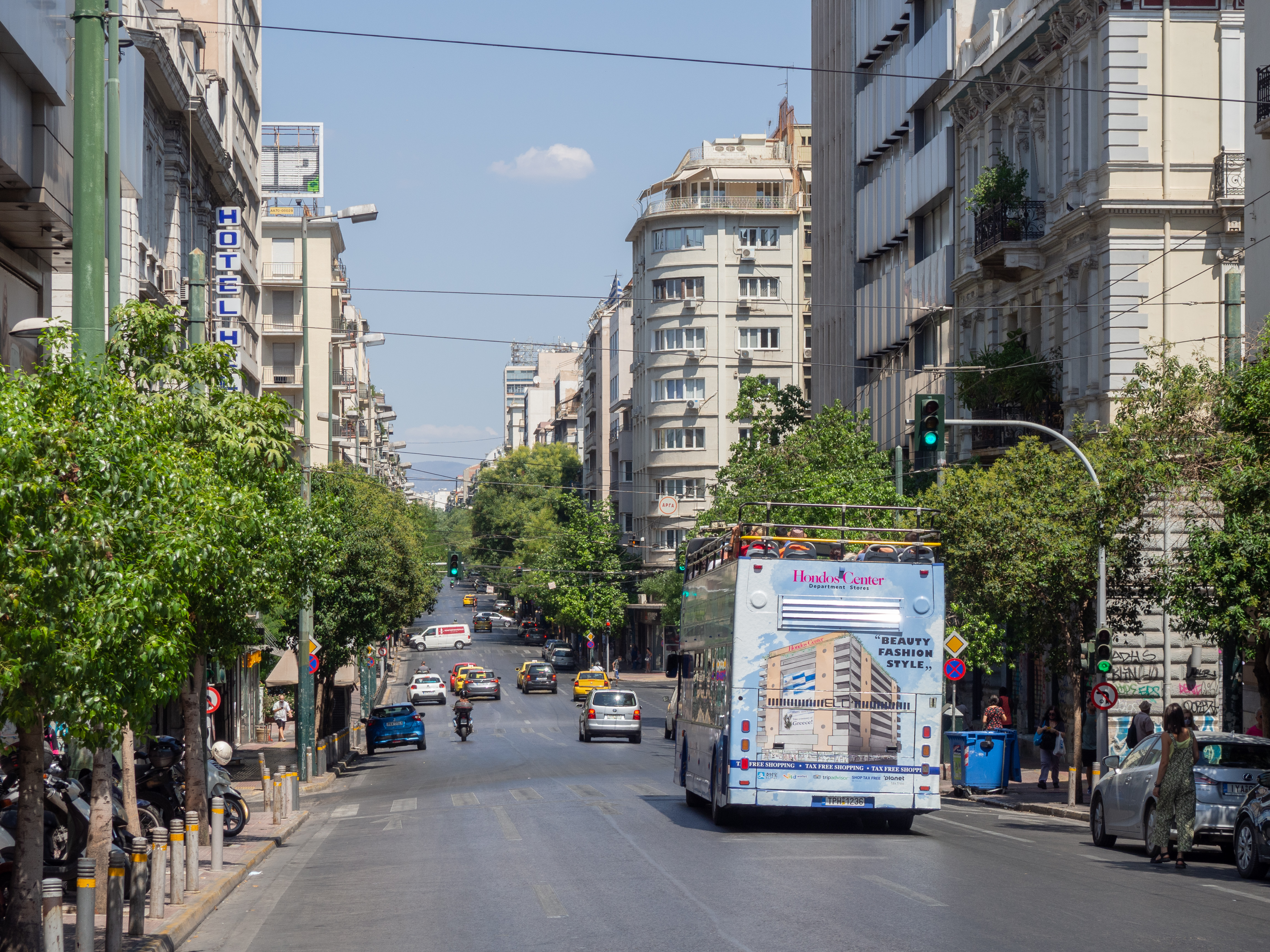
Odós 3is Septemvríou (etwa „3.-September-Straße“)

Athen wird von zwei Autobahnen geschnitten, die Autobahn A1 nach Norden Richtung Thessaloniki und die Autobahn A8 Richtung Südwesten nach Korinth und in den Peloponnes. Die Attiki Odos ist eine Spange, die beide Autobahnen verbindet und am Flughafen endet. Alle Autobahnen sind privat betrieben und mautpflichtig.
Im Zentrum Athens, innerhalb der Daktylios genannten Zone, gilt an besonders heißen Tagen die Regel, dass nur Fahrzeuge mit geraden oder ungeraden Endziffern der Kennzeichen passieren dürfen.

### Schienenverkehr

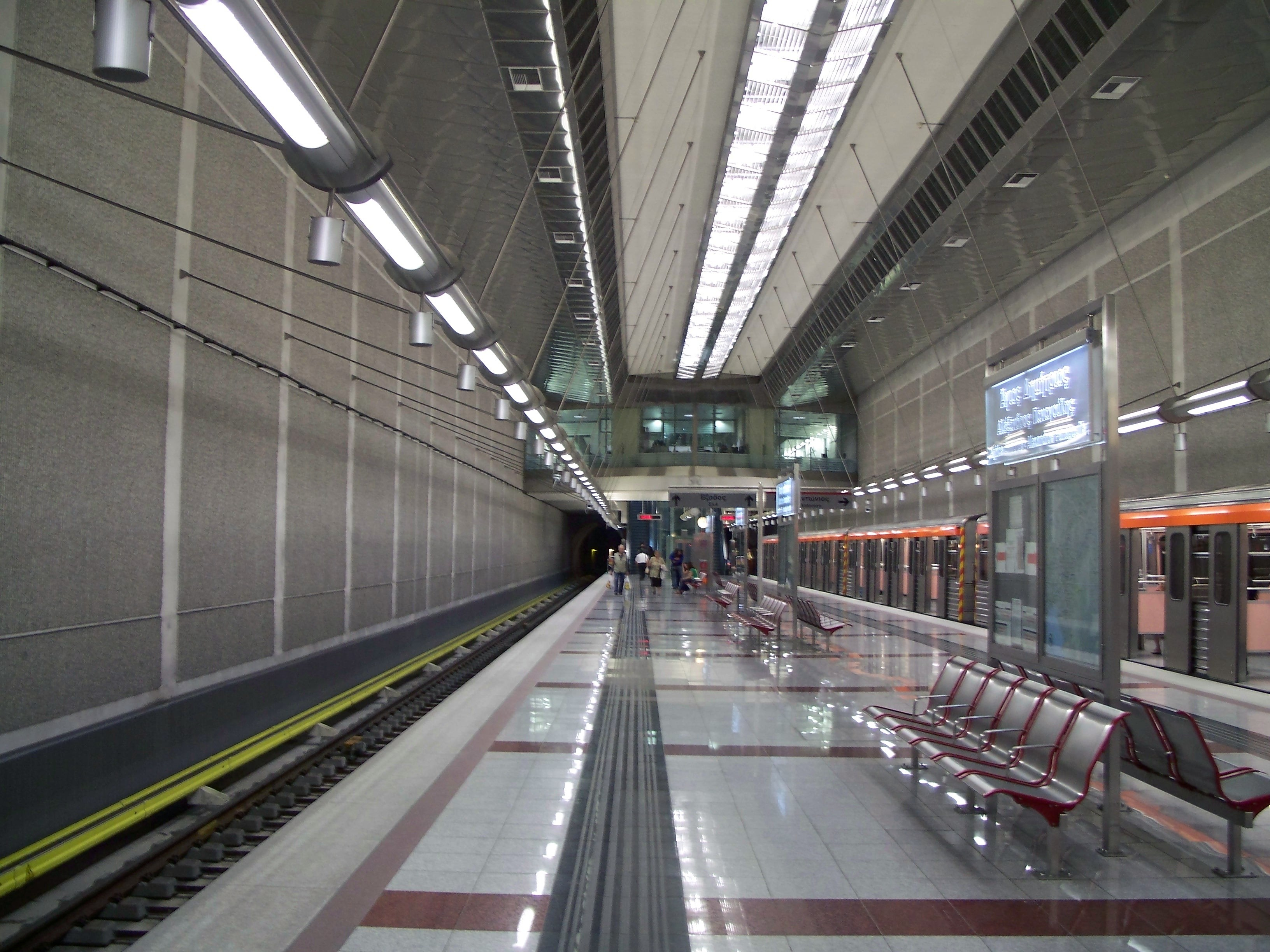
Die Athener U-Bahn (Agios Dimitrios Station)

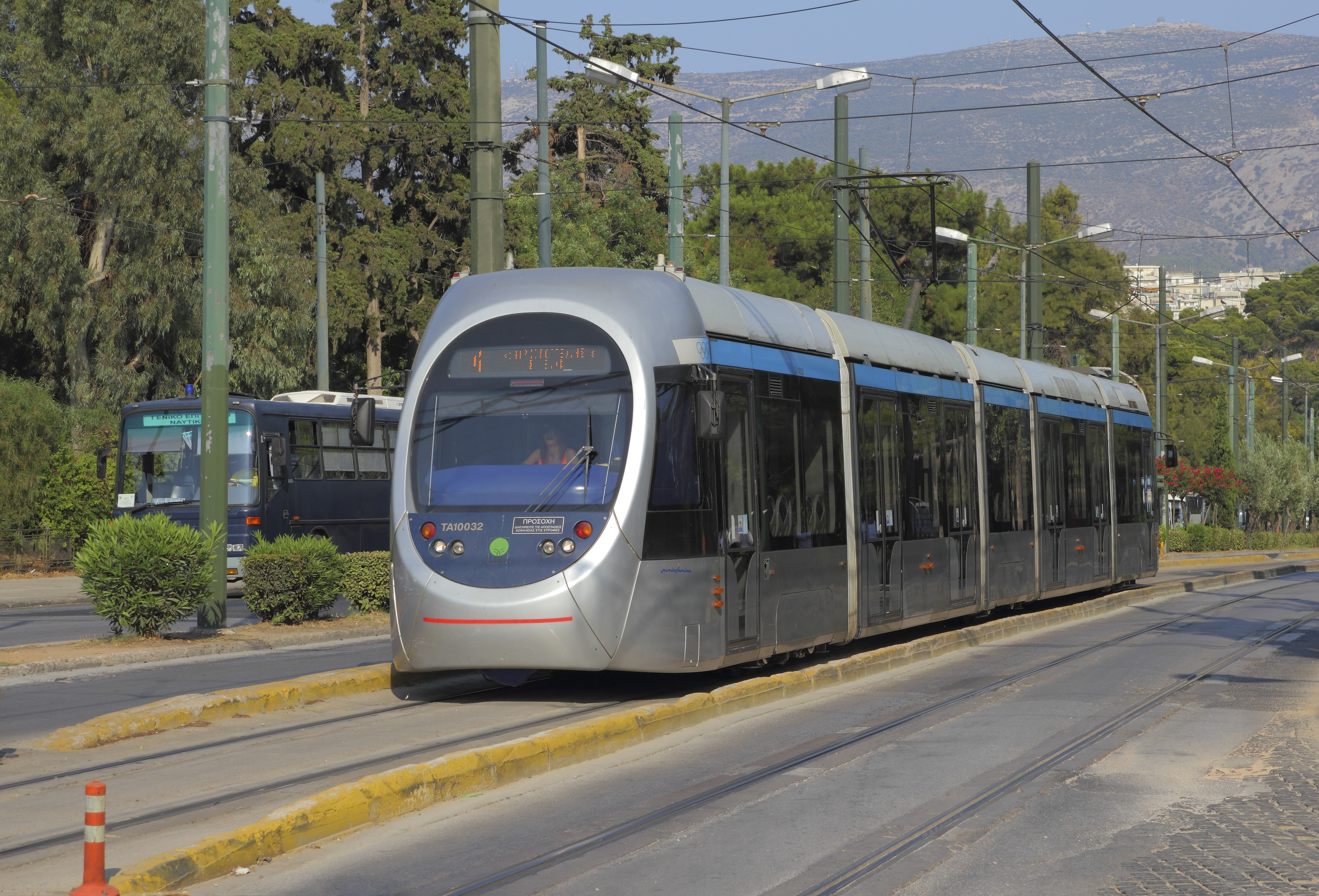
Straßenbahn nahe der Endhaltestelle Syntagma

In Athen endeten die meterspurige Bahn in den Peloponnes und die normalspurige Bahn in den Norden an zwei verschiedenen Bahnhöfen, dem Larisa-Bahnhof (Stathmós Larísis) und dem Peloponnes-Bahnhof (Stathmós Peloponnísou). Letzterer wurde im Rahmen der Neutrassierung und mit dem Wechsel auf Regelspur stillgelegt, sodass der Verkehr heute nur noch über Ersteren abgewickelt wird. Die Bahnstrecke in den Norden Griechenlands bis Thessaloniki wird derzeit modernisiert mit stellenweisen Trassenverlegungen und soll für einen Hochgeschwindigkeitsbetrieb ausgebaut werden.
Bis zur Einstellung des internationalen Personenverkehrs durch die Griechische Eisenbahnorganisation (OSE) im Februar 2011 gab es von Athen aus direkte Züge bis nach Sofia; Istanbul war mit Umsteigen in Thessaloniki erreichbar. Seit Mai 2014 wurden internationale Zugverbindungen nach Sofia und über Skopje nach Belgrad wieder aufgenommen, allerdings nur ab Thessaloniki.
Seit 1904 verfügt Athen über eine U-Bahn, als die damalige Bahn Athen-Piräus verlegt und die bisherige elektrifiziert und etappenweise unterirdisch geführt wurde. Die Metro Athen bestand aus einer Linie (Linie 1 oder grüne Linie) und wurde bis Kifissia verlängert. Erst in den 1990er Jahren wurde mit dem Bau zweier weiterer Linien begonnen, die 2000 in Betrieb genommen und seitdem sukzessive ausgebaut wurden. Die OSE führte 2004 einen S-Bahn-Verkehr ein, der zunächst als Tochtergesellschaft Proastiakos geführt wurde. Diese fährt parallel zur U-Bahn auch zum Flughafen. Das S-Bahn-Modell bewährte sich und wurde auch auf andere Großstädte (Thessaloniki, Patras) übertragen.
Im Jahr 2004 wurde die neue Straßenbahn Athen eröffnet, die vom Syntagma-Platz ausgehend an die Küste nach Piräus und Voula führt.

### Oberleitungsbusse und Omnibusse
Neben den normalen Omnibussen verkehrt seit Juli 1954 der Oberleitungsbus Athen in der Stadt, seit 1988 ist das Netz mit dem der Nachbarstadt Piräus verbunden. Der interkommunale Betrieb ist mit 366 Fahrzeugen auf 22 Linien das größte Obus-Netz in der EU. Bis 2005 wurde der gesamte Fuhrpark ersetzt. Es gibt vier große Depots (Stand 2006). Das Athener Busnetz erschließt nahezu alle Viertel der Stadt. Eine Besonderheit ist, dass die Fahrpläne lediglich die Abfahrtszeit an der ersten Haltestelle angeben. Abfahrtszeiten für alle weiteren Haltestellen gibt es nicht, da ein verlässlicher Fahrplan wegen des enormen Individualverkehrs mit vielen Staus in Athen nicht realistisch wäre. An den Haltestellen ist lediglich der Takt, in dem die Busse fahren, angegeben, so dass man weiß, wie lange man maximal auf den nächsten Bus warten muss. Es existiert ein Nachtbusnetz, allerdings mit lediglich drei Linien.

### Stand- und Luft-Seilbahn
Im zentrumsnahen Stadtteil Kolonaki führt eine Standseilbahn auf den Lykavittos.
Eine Seilbahn führt auf den Parnitha mit der Bergstation, dem Athener Casino und einem einstmals luxuriösen Hotel auf 1000 m Höhe mit grandioser Aussicht auf Athen.

### Schiffsverkehr
Athen selbst liegt nicht am Hafen, seit jeher ist Piräus die Hafenstadt in der Nähe zu Athen, von dort führen auch alle wichtigen Fährverbindungen zu den Inseln, wenngleich immer mehr Fähren in Nea Makri anlegen. Fähren von Italien nach Griechenland legen in der Regel in Patras (oder Igoumenitsa), also ca. 200 km westlich von Athen, an.

## Wasserver- und Entsorgung

### Trinkwasser

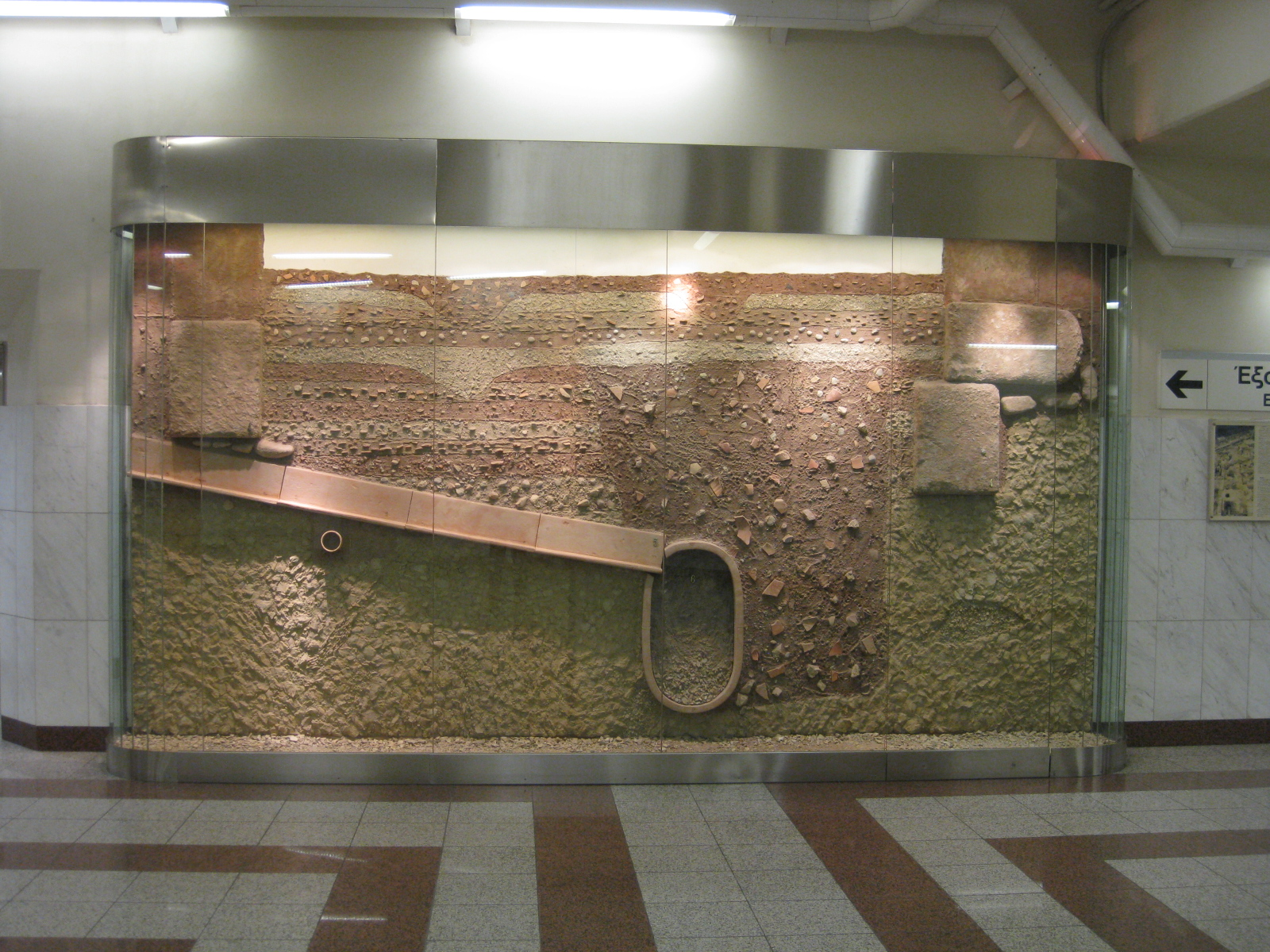
Konservierter Querschnitt der antiken Athener Kanalisation an der Metrostation Akropoli

Athen ist vermutlich die älteste Stadt, die eine künstliche Wasserversorgung für die Bewohner einführte.
Wenngleich die Menge des Wassers der Quelle Kallirrhoë gepriesen wurde, so reichte sie trotz der Existenz zahlreicher Zisternen und Brunnen bei weitem nicht aus. Im antiken Athen wurde das Wasser vom Hymettos sowie vom Pentelikon (zwei Berggipfel in der Nähe der Stadt) in Leitungen herangeführt, ein Teil davon ist erhalten. Bedeutend war das Projekt eines Aquädukts nebst Reservoir durch den römischen Kaiser Hadrian im 2. Jahrhundert. Der Aquädukt führte Wasser vom Penteli-Berg zum Reservoir am Südhang des Lykabettos-Hügels, von wo es auf die Stadt verteilt wurde. Das Reservoir im heutigen Stadtteil Kolonaki ist erhalten (Dexameni), Reste des Aquädukts sieht man im Vorort Nea Ionia.
Athen wird vom 1926 bis 1929 gebauten Stausee Marathon-See, vom Yliki-See in Böotien (seit 1959) und vom Mornos-Stausee (seit 1981) aus dem mittelgriechischen Fokida mit Wasser versorgt. Zur Bewässerung von Feldern wurde auch aus dem Kifisos Wasser entnommen. Der Athener Wasserversorger EYDAP (Athens Water Supply and Sewerage Company) versorgt 4,3 Mio. Wasserkunden der Region und betreibt ein Wassernetz von 9500 km Länge.

### Abwasser
Das Abwassernetz ist 6000 km lang und versorgt 3,5 Mio. Kunden. Im Jahr 1999 wurde die EYDAP an die Börse gebracht, eine Privatisierung ist geplant.
Das Abwasser aus Haushalten und Industrie wurde lange zum großen Teil ungeklärt in den Saronischen Golf abgeleitet, was zu gravierenden chemischen und bakteriellen Belastungen führte. Ab 1990 wurde auf der kleinen Insel Psyttalia die zweitgrößte Kläranlage Europas errichtet mit einer Kapazität von einer Million Kubikmeter Abwasser pro Tag, die die Abwässer des Großraums Athen entsorgt. Der überwiegende Teil des Abwassers fließt zu einer Pumpstation an der Küste, wo es von neun gigantischen archimedischen Schraubenpumpen auf die Insel gepumpt wird. Dort besorgt die Anlage eine Erstbehandlung (Filterung, Entsandung, Vorklärung, anaerobe Aufbereitung und mechanische Entwässerung des Klärschlamms), eine sekundäre biologische Stufe, durch die organische umweltschädliche Kohlenstoff-, Stickstoff- und Phosphorverbindungen entfernt werden, und seit Sommer 2004 eine tertiäre Behandlung, so dass die Schadstoffbelastung um 93 Prozent und die Stickstoffmenge um 80 Prozent reduziert werden konnten. Die Kläranlage hat damit die Wasserqualität und die Umweltbedingungen im Saronischen Golf ganz wesentlich verbessert.  Sie soll bis 2026 weiter ausgebaut werden. In naher Zukunft soll das geklärte Abwasser zur Bewässerung aufgeforsteter Flächen in Egaleo dienen.

## Städtepartnerschaften
Athen unterhält mit folgenden Städten Partnerschaften:
- Athens (Vereinigte Staaten)
- Barcelona (Spanien)
- Beirut (Libanon)
- Belgrad (Serbien)
- Bethlehem (Palästina)
- Boston (Vereinigte Staaten)
- Buenos Aires (Argentinien)
- Bukarest (Rumänien)
- Chicago (Vereinigte Staaten)
- Cusco (Peru)[37]
- Genua (Italien)
- Havanna (Kuba)
- Istanbul (Türkei)
- Jerewan (Armenien)
- Kiew (Ukraine)
- Ljubljana (Slowenien)
- Los Angeles (Vereinigte Staaten)
- Madrid (Spanien)
- Montreal (Kanada)
- Moskau (Russland)
- Nikosia (Zypern)
- Paris (Frankreich)
- Philadelphia (Vereinigte Staaten)
- Prag (Tschechien)
- Rabat (Marokko)
- Rom (Italien)
- Santiago (Chile)
- Seoul (Südkorea)
- Sofia (Bulgarien)
- Tiflis (Georgien)
- Tirana (Albanien)
- Vinaròs (Spanien)
- Warschau (Polen)
- Washington, D.C. (Vereinigte Staaten)
- Xi’an (Volksrepublik China)

## Athen als Beiname anderer Städte
Der Name Athen wurde im deutschsprachigen Raum von mehreren Städten eingesetzt, wie Spree-Athen für Berlin, gefolgt von „Isar-Athen“ für München, ebenso Hamburg, Leipzig und Universitätsstädte wie Weimar, Jena und Halle. Außerhalb des deutschsprachigen Raums wird die schottische Hauptstadt Edinburgh als „Athen des Nordens“ bezeichnet (nach einem Zitat von Theodor Fontane). Auch die Domschule von Lüttich trug einst den Beinamen Athen des Nordens.